# Lista de episódios de PAW Patrol
Abaixo segue uma lista dos episódios da série de animação de TVOKids/Nickelodeon, Nick Jr., PAW Patrol, conhecido como Patrulha Canina no Brasil e Patrulha Pata em Portugal.

## Resumo
| Temporada | Temporada | Episódios | Data da transmissão original                  | Data da transmissão original                 |
| Temporada | Temporada | Episódios | Estreia                                       | Final                                        |
| --------- | --------- | --------- | --------------------------------------------- | -------------------------------------------- |
|           | 1         | 26        | 12 de agosto de 2013 27 de agosto de 2013     | 18 de agosto de 2014 2 de agosto de 2014     |
|           | 2         | 26        | 13 de agosto de 2014 27 de agosto de 2014     | 4 de dezembro de 2015 16 de setembro de 2015 |
|           | 3         | 26        | 20 de novembro de 2015 28 de novembro de 2015 | 26 de janeiro de 2017 14 de janeiro de 2017  |
|           | 4         | 26        | 6 de fevereiro de 2017 4 de março de 2017     | 6 de março de 2018 17 de fevereiro de 2018   |
|           | 5         | 26        | 8 de fevereiro de 2018 30 de junho de 2018    | 25 de janeiro de 2019 9 de março de 2019     |
|           | 6         | 26        | 22 de fevereiro de 2019 18 de maio de 2019    | 23 de julho de 2021 22 de fevereiro de 2020  |
|           | 7         | 26        | 27 de março de 2020 2 de maio de 2020         | 7 de maio de 2021 10 de abril de 2021        |
|           | 8         | 26        | 2 de abril de 2021 15 de maio de 2021         | 21 de abril de 2023 20 de maio de 2022       |
|           | 9         | 26        | 25 de março de 2022 14 de maio de 2022        | 31 de julho de 2023 22 de abril de 2023      |
|           | 10        | 26        | 10 de julho de 2023 27 de maio de 2023        |                                              |

## Episódios

### 1ª Temporada (2013–2014)
| Nº       | Nº           | Título | Diretor       | Escritor                | Data da transmissão                           | Código de produção |
| Na série | Na temporada | Título | Diretor       | Escritor                | Data da transmissão                           | Código de produção |
| -------- | ------------ | --- | ------------- | ----------------------- | --------------------------------------------- | ------------------ |
| 1a       | 1a           | "Pups Make a Splash" "O Filhote Faz um Splash" "Mergulho Canino"                                                        | Jamie Whitney | Scott Kraft             | 14 de novembro de 2013 27 de agosto de 2013   | 101                |
| 1b       | 1b           | "Pups Fall Festival" "O Festival de Outono dos Filhotes" "Festival de Outono Canino"                                    | Jamie Whitney | Kim Duran               | 14 de novembro de 2013 27 de agosto de 2013   | 101                |
| 2a       | 2a           | "Pups Save the Sea Turtles" "Os Filhotes e as Tartarugas Marinhas" "O Salvamento das Tartarugas"                        | Jamie Whitney | Ursula Ziegler-Sullivan | 20 de agosto de 2013 27 de agosto de 2013     | 102                |
| 2b       | 2b           | "Pups and the Very Big Baby" "Os Filhotes e o Bebê Gigante" "O Bebé Muito Grande"                                       | Jamie Whitney | Ursula Ziegler-Sullivan | 20 de agosto de 2013 27 de agosto de 2013     | 102                |
| 3a       | 3a           | "Pups and the Kitty-tastrophe" "Os Filhotes e a Gatástrofe" "Os Cães e a Gatástrofe"                                    | Jamie Whitney | Ursula Ziegler-Sullivan | 12 de agosto de 2013 30 de agosto de 2013     | 103                |
| 3b       | 3b           | "Pups Save a Train" "Os Filhotes Salvam o Trem" "O Salvamento do Comboio"                                               | Jamie Whitney | Franklin Young          | 12 de agosto de 2013 30 de agosto de 2013     | 103                |
| 4a       | 4a           | "Pup Pup Boogie" "Dancinha dos Filhotes" "A Dancinha dos Cães"                                                          | Jamie Whitney | Ursula Ziegler-Sullivan | 19 de agosto de 2013 5 de setembro de 2013    | 104                |
| 4b       | 4b           | "Pups in a Fog" "Os Filhotes no Nevoeiro" "Cães no Nevoeiro"                                                            | Jamie Whitney | Carolyn Hay             | 19 de agosto de 2013 5 de setembro de 2013    | 104                |
| 5a       | 5a           | "Pup Pup Goose" "O Filhote de Ganso" "O Cão e o Ganso"                                                                  | Jamie Whitney | Ursula Ziegler-Sullivan | 22 de agosto de 2013 6 de setembro de 2013    | 105                |
| 5b       | 5b           | "Pup Pup and Away" "Para o Alto e Bem Longe" "Sobe, Sobe, Balãozinho"                                                   | Jamie Whitney | Kim Duran               | 22 de agosto de 2013 6 de setembro de 2013    | 105                |
| 6a       | 6a           | "Pups on Ice" "Os Filhotes na Neve" "Cães na Neve"                                                                      | Jamie Whitney | Franklin Young          | 8 de janeiro de 2014 9 de setembro de 2013    | 106                |
| 6b       | 6b           | "Pups and the Snow Monster" "Os Filhotes e o Monstro da Neve" "Os Cães e o Monstro das Neves"                           | Jamie Whitney | Ursula Ziegler-Sullivan | 8 de janeiro de 2014 9 de setembro de 2013    | 106                |
| 7a       | 7a           | "Pups Save the Circus" "Os Filhotes Salvam o Circo" "Os Cães Salvam o Circo"                                            | Jamie Whitney | Carolyn Hay             | 21 de agosto de 2013 10 de setembro de 2013   | 107                |
| 7b       | 7b           | "Pup A Doodle Do" "O Resgate da Galinheta" "Cão-córócó"                                                                 | Jamie Whitney | Ursula Ziegler-Sullivan | 21 de agosto de 2013 10 de setembro de 2013   | 107                |
| 8a       | 8a           | "Pups Pit Crew" "Os Filhotes e a Equipe Mecânica" "Corrida de Cães"                                                     | Jamie Whitney | Franklin Young          | 26 de agosto de 2013 11 de setembro de 2013   | 108                |
| 8b       | 8b           | "Pups Fight Fire" "O Recorde do Filhote Bombeiro" "O Cão Bombeiro"                                                      | Jamie Whitney | Kim Duran               | 26 de agosto de 2013 11 de setembro de 2013   | 108                |
| 9a       | 9a           | "Pups Save the Treats" "Os Filhotes Salvam os Biscoitos" "O Salvamento das Guloseimas"                                  | Jamie Whitney | Ursula Ziegler-Sullivan | 30 de setembro de 2013 12 de setembro de 2013 | 109                |
| 9b       | 9b           | "Pups Get a Lift" "Os Filhotes no Teleférico" "O Elevador da Montanha"                                                  | Jamie Whitney | Kim Duran               | 30 de setembro de 2013 12 de setembro de 2013 | 109                |
| 10       | 10           | "Pups and the Ghost Pirate" "Os Filhotes e o Fantasma Pirata" "O Fantasma do Barco Pirata"                              | Jamie Whitney | Ursula Ziegler-Sullivan | 23 de outubro de 2013 13 de setembro de 2013  | 110                |
| 11       | 11           | "Pups Save Christmas" "Os Filhotes Salvam o Natal" "Os Cães Salvam o Natal"                                             | Jamie Whitney | Ursula Ziegler-Sullivan | 12 de dezembro de 2013 24 de dezembro de 2013 | 111                |
| 12a      | 12a          | "Pups Get a Rubble" "Os Filhotes Ganham um Rubble" "Os Cães Conhecem o Rubble"                                          | Jamie Whitney | Carolyn Hay             | 18 de setembro de 2013 17 de setembro de 2013 | 112                |
| 12b      | 12b          | "Pups Save a Walrus" "Os Filhotes Salvam a Morsa" "Os Cães Salvam a Morsa"                                              | Jamie Whitney | Scott Albert            | 18 de setembro de 2013 17 de setembro de 2013 | 112                |
| 13a      | 13a          | "Pups Save the Bunnies" "Os Filhotes Salvam os Coelhos" "O Salvamento dos Coelhos"                                      | Jamie Whitney | Ursula Ziegler-Sullivan | 28 de agosto de 2013 18 de setembro de 2013   | 113                |
| 13b      | 13b          | "Pup-tacular" "O Show de Filhotes" "Espeta-cão-lar"                                                                     | Jamie Whitney | Kim Duran               | 28 de agosto de 2013 18 de setembro de 2013   | 113                |
| 14a      | 14a          | "Pups Save the Bay" "Os Filhotes Salvam a Baía" "Os Cães Salvam a Baía"                                                 | Jamie Whitney | Ursula Ziegler-Sullivan | 16 de setembro de 2013 21 de outubro de 2013  | 114                |
| 14b      | 14b          | "Pups Save a Goodway" "Os Filhotes Salvam a Goodway" "Os Cães Salvam a Estátua"                                         | Jamie Whitney | Simon Nicholson         | 16 de setembro de 2013 21 de outubro de 2013  | 114                |
| 15a      | 15a          | "Pups Save a Hoedown" "Os Filhotes Salvam a Festa Junina" "Os Cães Salvam a Quadrilha"                                  | Jamie Whitney | Sheila Dinsmore         | 2 de outubro de 2013 28 de outubro de 2013    | 115                |
| 15b      | 15b          | "Pups Save Alex" "Os Filhotes Contam com a Ajuda do Alex" "Os Cães Salvam com o Alex"                                   | Jamie Whitney | Scott Albert            | 2 de outubro de 2013 28 de outubro de 2013    | 115                |
| 16a      | 16a          | "Pups Save a School Day" "Os Filhotes Salvam o Primeiro Dia de Aula" "Os Cães Salvam o Dia de Escola"                   | Jamie Whitney | Ursula Ziegler-Sullivan | 12 de novembro de 2013 29 de outubro de 2013  | 116                |
| 16b      | 16b          | "Pups Turn on the Lights" "Os Filhotes Ligam as Luzes" "Os Cães e a Eletricidade"                                       | Jamie Whitney | Scott Albert            | 12 de novembro de 2013 29 de outubro de 2013  | 116                |
| 17a      | 17a          | "Pups Save a Pool Day" "Os Filhotes Salvam o Dia na Piscina" "Os Cães Salvam o Dia da Piscina"                          | Jamie Whitney | John Van Bruggen        | 13 de novembro de 2013 30 de outubro de 2013  | 117                |
| 17b      | 17b          | "Circus Pup-formers" "Filhotes de Circo" "Cães do Circo"                                                                | Jamie Whitney | Kim Duran               | 13 de novembro de 2013 30 de outubro de 2013  | 117                |
| 18       | 18           | "Pups Save the Easter Egg Hunt" "Os Filhotes Salvam a Caça ao Ovo de Páscoa" "Os Cães Salvam a Caça aos Ovos da Páscoa" | Jamie Whitney | Ursula Ziegler-Sullivan | 14 de abril de 2014 19 de abril de 2014       | 118                |
| 19a      | 19a          | "Pups Save a Super Pup" "Os Filhotes Salvam o Super Filhote" "Os Cães Salvam um Super Cão"                              | Jamie Whitney | Kim Duran               | 10 de janeiro de 2014 2 de agosto de 2014     | 119                |
| 19b      | 19b          | "Pups Save Ryder's Robot" "Os Filhotes Salvam o Robô do Ryder" "Os Cães Salvam o Robô do Ryder"                         | Jamie Whitney | Scott Albert            | 10 de janeiro de 2014 2 de agosto de 2014     | 119                |
| 20a      | 20a          | "Pups Go All Monkey" "Os Filhotes em um Dia de Macaquice" "Os Cães e as Macacadas"                                      | Jamie Whitney | Scott Albert            | 5 de março de 2014 8 de fevereiro de 2014     | 120                |
| 20b      | 20b          | "Pups Save a Hoot" "Os Filhotes Salvam a Corujinha" "Os Cães Salvam uma Coruja"                                         | Jamie Whitney | Simon Nicholson         | 5 de março de 2014 8 de fevereiro de 2014     | 120                |
| 21a      | 21a          | "Pups Save a Bat" "Os Filhotes Salvam um Morcego" "Os Cães Salvam um Morcego"                                           | Jamie Whitney | Kim Duran               | 7 de março de 2014 15 de fevereiro de 2014    | 121                |
| 21b      | 21b          | "Pups Save a Toof" "Os Filhotes Salvam um Dente" "Os Cães Salvam um Dente"                                              | Jamie Whitney | Ursula Ziegler-Sullivan | 7 de março de 2014 15 de fevereiro de 2014    | 121                |
| 22a      | 22a          | "Pups Save the Camping Trip" "Os Filhotes Salvam o Acampamento" "Os Cães Salvam a Viagem do Campismo"                   | Jamie Whitney | Ursula Ziegler-Sullivan | 22 de maio de 2014 22 de fevereiro de 2014    | 122                |
| 22b      | 22b          | "Pups and the Trouble with Turtles" "Os Filhotes e o Problema das Tartarugas" "Os Cães e o Problema das Tartarugas"     | Jamie Whitney | Franklin Young          | 22 de maio de 2014 22 de fevereiro de 2014    | 122                |
| 23a      | 23a          | "Pups and the Beanstalk" "Os Filhotes e o Pé de Feijão" "Os Cães e o Pé de Feijão"                                      | Jamie Whitney | Kim Duran               | 20 de maio de 2014 1 de março de 2014         | 123                |
| 23b      | 23b          | "Pups Save the Turbots" "Os Filhotes Salvam os Rodovalhos" "Os Cães Salvam os Turbots"                                  | Jamie Whitney | Ursula Ziegler-Sullivan | 20 de maio de 2014 1 de março de 2014         | 123                |
| 24a      | 24a          | "Pups and the Lighthouse Boogie" "Os Filhotes e o Remelexo no Farol" "Os Cães e o Farol"                                | Jamie Whitney | Ursula Ziegler-Sullivan | 6 de maio de 2014 8 de março de 2014          | 124                |
| 24b      | 24b          | "Pups Save Ryder" "Os Filhotes Salvam o Ryder" "Os Cães Salvam o Ryder"                                                 | Jamie Whitney | Scott Albert            | 6 de maio de 2014 8 de março de 2014          | 124                |
| 25a      | 25a          | "Pups Great Race" "A Grande Corrida dos Filhotes" "A Grande Corrida dos Cães"                                           | Jamie Whitney | Kim Duran               | 8 de maio de 2014 15 de março de 2014         | 125                |
| 25b      | 25b          | "Pups Take the Cake" "Os Filhotes Salvam o Bolo" "Os Cães e o Bolo"                                                     | Jamie Whitney | Kim Duran               | 8 de maio de 2014 15 de março de 2014         | 125                |
| 26       | 26           | "Pups and the Pirate Treasure" "Os Filhotes e o Tesouro Pirata" "Os Cães e o Tesouro Pirata"                            | Jamie Whitney | Ursula Ziegler-Sullivan | 18 de agosto de 2014 22 de março de 2014      | 126                |

### 2ª Temporada (2014–2015)
| Nº       | Nº           | Título | Diretor       | Escritor                | Data da transmissão                            | Código de produção |
| Na série | Na temporada | Título | Diretor       | Escritor                | Data da transmissão                            | Código de produção |
| -------- | ------------ | --- | ------------- | ----------------------- | ---------------------------------------------- | ------------------ |
| 27a      | 1a           | "Pups Save the Penguins" "Os Filhotes Salvam os Pinguins" "Os Cães Salvam os Pinguins"                                          | Jamie Whitney | Ursula Ziegler-Sullivan | 22 de agosto de 2014 27 de agosto de 2014      | 201                |
| 27b      | 1b           | "Pups Save a Dolphin Pup" "Os Filhotes Salvam o Filhote de Golfinho" "Os Cães Salvam um Golfinho Bebé"                          | Jamie Whitney | Kim Duran               | 22 de agosto de 2014 27 de agosto de 2014      | 201                |
| 28a      | 2a           | "Pups Save the Space Alien" "Os Filhotes Salvam o Alienígena" "Os Cães Salvam um Extraterrestre"                                | Jamie Whitney | Ursula Ziegler-Sullivan | 13 de agosto de 2014 29 de agosto de 2014      | 202                |
| 28b      | 2b           | "Pups Save a Flying Frog" "Os Filhotes Salvam um Sapo Voador" "Os Cães Salvam um Sapo Voador"                                   | Jamie Whitney | Kim Duran               | 13 de agosto de 2014 29 de agosto de 2014      | 202                |
| 29a      | 3a           | "Pups Save Jake" "Os Filhotes Salvam o Jake" "Os Cães Salvam o Jake"                                                            | Jamie Whitney | Kacey Arnold            | 16 de setembro de 2014 27 de agosto de 2014    | 203                |
| 29b      | 3b           | "Pups Save the Parade" "Os Filhotes Salvam a Parada" "Os Cães Salvam o Desfile"                                                 | Jamie Whitney | Amy Keating Rogers      | 16 de setembro de 2014 27 de agosto de 2014    | 203                |
| 30a      | 4a           | "Pups Save the Diving Bell" "Os Filhotes Salvam a Cápsula de Mergulho" "Os Cães Salvam o Sino de Mergulho"                      | Jamie Whitney | Ursula Ziegler-Sullivan | 17 de setembro de 2014 4 de outubro de 2014    | 204                |
| 30b      | 4b           | "Pups Save the Beavers" "Os Filhotes Salvam os Castores" "Os Cães Salvam os Castores"                                           | Jamie Whitney | Scott Albert            | 17 de setembro de 2014 4 de outubro de 2014    | 204                |
| 31a      | 5a           | "Pups Save a Ghost" "Os Filhotes Salvam um Fantasma" "Os Cães Salvam um Fantasma"                                               | Jamie Whitney | Ursula Ziegler-Sullivan | 20 de outubro de 2014 22 de novembro de 2014   | 205                |
| 31b      | 5b           | "Pups Save a Show" "Os Filhotes Salvam um Espetáculo" "Os Cães Salvam o Espetáculo"                                             | Jamie Whitney | Kim Duran               | 20 de outubro de 2014 22 de novembro de 2014   | 205                |
| 32       | 6            | "The New Pup" "O Novo Filhote" "O Cão Novo"                                                                                     | Jamie Whitney | Ursula Ziegler-Sullivan | 14 de novembro de 2014 18 de outubro de 2014   | 206                |
| 33a      | 7a           | "Pups Jungle Trouble" "Encrenca na Floresta" "Os Cães Têm Problemas na Selva"                                                   | Jamie Whitney | Kacey Arnold            | 18 de novembro de 2014 15 de novembro de 2014  | 207                |
| 33b      | 7b           | "Pups Save a Herd" "Os Filhotes Salvam um Rebanho" "Os Cães Salvam um Rebanho"                                                  | Jamie Whitney | Kim Duran               | 18 de novembro de 2014 15 de novembro de 2014  | 207                |
| 34a      | 8a           | "Pups and the Big Freeze" "Os Filhotes e o Grande Congelamento" "Os Cães e a Vaga de Frio"                                      | Jamie Whitney | Franklin Young          | 20 de novembro de 2014 11 de fevereiro de 2015 | 208                |
| 34b      | 8b           | "Pups Save a Basketball Game" "Os Filhotes Salvam um Jogo de Basquete" "Os Cães e o Jogo de Basquetebol"                        | Jamie Whitney | Kim Duran               | 20 de novembro de 2014 11 de fevereiro de 2015 | 208                |
| 35a      | 9a           | "Pups Save an Ace" "Os Filhotes Salvam a Ace" "Os Cães Salvam um Ás"                                                            | Jamie Whitney | Kim Duran               | 22 de outubro de 2014 8 de novembro de 2014    | 209                |
| 35b      | 9b           | "Pups Save a Wedding" "Os Filhotes Salvam um Casamento" "Os Cães Salvam um Casamento"                                           | Jamie Whitney | Ursula Ziegler-Sullivan | 22 de outubro de 2014 8 de novembro de 2014    | 209                |
| 36a      | 10a          | "Pups Save a Talent Show" "Os Filhotes Salvam o Show de Talentos" "Os Cães Salvam um Concurso de Talentos"                      | Jamie Whitney | Ursula Ziegler-Sullivan | 6 de janeiro de 2015 13 de fevereiro de 2015   | 210                |
| 36b      | 10b          | "Pups Save the Corn Roast" "Os Filhotes Salvam a Festa do Milho" "Os Cães Salvam o Festival de Milho"                           | Jamie Whitney | Amy Keating Rogers      | 6 de janeiro de 2015 13 de fevereiro de 2015   | 210                |
| 37a      | 11a          | "Pups Leave Marshall Home Alone" "Os Filhotes Deixam a Marshall Sozinha" "Os Cães Deixam o Marshall Sozinho em Casa"            | Jamie Whitney | Ursula Ziegler-Sullivan | 8 de janeiro de 2015 7 de fevereiro de 2015    | 211                |
| 37b      | 11b          | "Pups Save the Deer" "Os Filhotes Salvam os Cervos" "Os Cães Salvam os Veados"                                                  | Jamie Whitney | Amy Keating Rogers      | 8 de janeiro de 2015 7 de fevereiro de 2015    | 211                |
| 38a      | 12a          | "Pups Save the Parrot" "Os Filhotes Salvam o Papagaio" "Os Cães Salvam o Papagaio"                                              | Jamie Whitney | Scott Albert            | 2 de março de 2015 14 de fevereiro de 2015     | 212                |
| 38b      | 12b          | "Pups Save the Queen Bee" "Os Filhotes Salvam a Abelha-Rainha" "Os Cães Salvam a Abelha-Mestra"                                 | Jamie Whitney | Ursula Ziegler-Sullivan | 2 de março de 2015 14 de fevereiro de 2015     | 212                |
| 39       | 13           | "Pups Save a Mer-pup" "Os Filhotes Salvam uma Filhote Sereia" "Os Cães Salvam uma Cadela Sereia"                                | Jamie Whitney | Amy Keating Rogers      | 20 de março de 2015 18 de fevereiro de 2015    | 213                |
| 40a      | 14a          | "Pups Save an Elephant Family" "Os Filhotes Salvam uma Família Elefante" "Os Cães Salvam uma Família de Elefantes"              | Jamie Whitney | Elizabeth Keyishian     | 6 de março de 2015 19 de fevereiro de 2015     | 214                |
| 40b      | 14b          | "Pups and the Mischievous Kittens" "Os Filhotes e os Gatinhos Levados" "Os Cães e os Gatinhos Traquinas"                        | Jamie Whitney | Ursula Ziegler-Sullivan | 6 de março de 2015 19 de fevereiro de 2015     | 214                |
| 41a      | 15a          | "Pups Save a Friend" "Os Filhotes Salvam um Amigo" "Os Cães Salvam um Amigo"                                                    | Jamie Whitney | Kim Duran               | 13 de fevereiro de 2015 7 de março de 2015     | 215                |
| 41b      | 15b          | "Pups Save a Stowaway" "Os Filhotes Salvam um Passageiro Clandestino" "Os Cães Salvam uma Passageira Clandestina"               | Jamie Whitney | Scott Albert            | 13 de fevereiro de 2015 7 de março de 2015     | 215                |
| 42a      | 16a          | "Pups' Adventures in Babysitting" "As Aventuras dos Filhotes Babás" "Os Cães Tornam-se Amas"                                    | Jamie Whitney | Ursula Ziegler-Sullivan | 4 de março de 2015 14 de março de 2015         | 216                |
| 42b      | 16b          | "Pups Save the Fireworks" "Os Filhotes Salvam os Fogos de Artifício" "Os Cães Salvam o Fogo de Artifício"                       | Jamie Whitney | Kim Duran               | 4 de março de 2015 14 de março de 2015         | 216                |
| 43a      | 17a          | "Pups Save a Sniffle" "Os Filhotes e o Resfriado" "Cães Adoentados"                                                             | Jamie Whitney | Ursula Ziegler-Sullivan | 7 de abril de 2015 21 de março de 2015         | 217                |
| 43b      | 17b          | "Pups and the Ghost Cabin" "Os Filhotes e a Cabana Assombrada" "Os Cães e o Fantasma da Cabana"                                 | Jamie Whitney | Scott Albert            | 7 de abril de 2015 21 de março de 2015         | 217                |
| 44a      | 18a          | "Pups Save an Adventure" "Os Filhotes Salvam uma Aventura" "Os Cães Salvam uma Aventura"                                        | Jamie Whitney | Scott Albert            | 9 de abril de 2015 27 de maio de 2015          | 218                |
| 44b      | 18b          | "Pups Save a Surprise" "Os Filhotes Salvam uma Surpresa" "Os Cães Salvam uma Surpresa"                                          | Jamie Whitney | Kim Duran               | 9 de abril de 2015 27 de maio de 2015          | 218                |
| 45       | 19           | "Pup-fu!" "Filhote-fu" "Cão-fu"                                                                                                 | Jamie Whitney | Ursula Ziegler-Sullivan | 16 de outubro de 2015 1 de setembro de 2015    | 219                |
| 46a      | 20a          | "Pups Save the Mayor's Race" "Os Filhotes Salvam a Corrida de Prefeitos" "Os Cães Salvam a Corrida de Presidente"               | Jamie Whitney | Kim Duran               | 12 de maio de 2015                             | 220                |
| 46b      | 20b          | "Pups Save an Outlaw's Loot" "Os Filhotes Salvam o Tesouro Roubado" "Os Cães Salvam o Tesouro de um Criminoso"                  | Jamie Whitney | Franklin Young          | 12 de maio de 2015                             | 220                |
| 47a      | 21a          | "Pups Save Walinda" "Os Filhotes Salvam a Walinda" "Os Cães Salvam a Walinda"                                                   | Jamie Whitney | Ursula Ziegler-Sullivan | 14 de maio de 2015                             | 221                |
| 47b      | 21b          | "Pups Save a Big Bone" "Os Filhotes Salvam um Ossão" "Os Cães Salvam um Osso Grande"                                            | Jamie Whitney | Scott Albert            | 14 de maio de 2015                             | 221                |
| 48a      | 22a          | "Pups Save a Floundering Francois" "Os Filhotes Salvam o François" "Os Cães Salvam o François em Apuros"                        | Jamie Whitney | Scott Albert            | 29 de maio de 2015                             | 222                |
| 48b      | 22b          | "Pups Save the Pop-up Penguins" "Os Filhotes Resgatam os Pinguins" "Os Cães Salvam os Pinguins Clandestinos"                    | Jamie Whitney | Kim Duran               | 29 de maio de 2015                             | 222                |
| 49a      | 23a          | "Pups Save a Snowboard Competition" "Os Filhotes Salvam a Competição de Snowboard" "Os Cães Salvam uma Competição de Snowboard" | Jamie Whitney | Elizabeth Keyishian     | 4 de dezembro de 2015 3 de setembro de 2015    | 223                |
| 49b      | 23b          | "Pups Save a Chicken of the Sea" "Os Filhotes Salvam a Galinha do Mar" "Os Cães Salvam uma Galinha do Mar"                      | Jamie Whitney | Ursula Ziegler-Sullivan | 4 de dezembro de 2015 3 de setembro de 2015    | 223                |
| 50a      | 24a          | "Pups Save a Pizza" "Os Filhotes Salvam uma Pizza" "Os Cães Salvam uma Pizza"                                                   | Jamie Whitney | Kim Duran               | 24 de agosto de 2015 27 de agosto de 2015      | 224                |
| 50b      | 24b          | "Pups Save Skye" "Os Filhotes Salvam a Skye" "Os Cães Salvam a Skye"                                                            | Jamie Whitney | Kim Duran               | 24 de agosto de 2015 27 de agosto de 2015      | 224                |
| 51a      | 25a          | "Pups Save the Woof and Roll Show" "Os Filhotes Salvam o Show de Rock e Au-au" "Os Cães Salvam o Espetáculo Canino"             | Jamie Whitney | Kim Duran               | 18 de setembro de 2015 15 de setembro de 2015  | 225                |
| 51b      | 25b          | "Pups Save an Eagle" "Os Filhotes Salvam uma Águia" "Os Cães Salvam uma Águia"                                                  | Jamie Whitney | Scott Albert            | 18 de setembro de 2015 15 de setembro de 2015  | 225                |
| 52       | 26           | "Pups Bark with Dinosaurs" "Os Filhotes Latem com os Dinossauros" "Os Cães Ladram com Dinossauros"                              | Jamie Whitney | Ursula Ziegler-Sullivan | 2 de outubro de 2015 16 de setembro de 2015    | 226                |

### 3ª Temporada (2015–2017)
| Nº       | Nº           | Título | Diretor            | Escritor                         | Data da transmissão                           | Código de produção |
| Na série | Na temporada | Título | Diretor            | Escritor                         | Data da transmissão                           | Código de produção |
| -------- | ------------ | --- | ------------------ | -------------------------------- | --------------------------------------------- | ------------------ |
| 53a      | 1a           | "Pups Find a Genie" "Os Filhotes Encontram um Gênio" "Os Cães Encontram um Génio"                                      | Jamie Whitney      | Kim Duran                        | 20 de novembro de 2015 28 de novembro de 2015 | 301                |
| 53b      | 1b           | "Pups Save a Tightrope Walker" "Os Filhotes Salvam um Equilibrista" "Os Cães Salvam um Equilibrista"                   | Jamie Whitney      | Charles Johnston                 | 20 de novembro de 2015 28 de novembro de 2015 | 301                |
| 54a      | 2a           | "Pups Save a Goldrush" "Os Filhotes Salvam a Corrida do Ouro" "Os Cães Salvam uma Corrida Ouro"                        | Jamie Whitney      | Scott Albert                     | 21 de abril de 2016 9 de janeiro de 2016      | 302                |
| 54b      | 2b           | "Pups Save the PAW Patroller" "Os Filhotes Salvam o Patrulheiro Canino" "Os Cães Salvam o Patrulheiro"                 | Jamie Whitney      | Scott Albert                     | 21 de abril de 2016 9 de janeiro de 2016      | 302                |
| 55a      | 3a           | "Pups Save the Soccer Game" "Os Filhotes Salvam o Jogo de Futebol" "Os Cães Salvam o Jogo de Futebol"                  | Jamie Whitney      | Hugh Duffy                       | 22 de janeiro de 2016 16 de janeiro de 2016   | 303                |
| 55b      | 3b           | "Pups Save a Lucky Collar" "Os Filhotes Salvam uma Coleira da Sorte" "Os Cães Salvam uma Coleira da Sorte"             | Jamie Whitney      | Alex Ganetakos                   | 22 de janeiro de 2016 16 de janeiro de 2016   | 303                |
| 56a      | 4a           | "Pups Save Alex's Mini-patrol" "Os Filhotes Salvam a Mini-patrulha do Alex" "Os Cães Salvam a Mini-patrulha do Alex"   | Jamie Whitney      | Michael Stokes                   | 22 de março de 2016 18 de fevereiro de 2016   | 304                |
| 56b      | 4b           | "Pups Save a Lost Tooth" "Os Filhotes Salvam um Dente Perdido" "Os Cães Salvam um Dente Perdido"                       | Jamie Whitney      | Kim Duran                        | 22 de março de 2016 18 de fevereiro de 2016   | 304                |
| 57       | 5            | "Air Pups" "Filhotes Aéreos" "Cães Aéreos"                                                                             | Jamie Whitney      | Scott Albert                     | 29 de janeiro de 2016 13 de fevereiro de 2016 | 305                |
| 58       | 6            | "Pups Save Friendship Day" "Os Filhotes Salvam o Dia da Amizade" "Os Cães Salvam o Dia da Amizade"                     | Jamie Whitney      | Michael Stokes                   | 12 de fevereiro de 2016 5 de março de 2016    | 306                |
| 59a      | 7a           | "Pups Save Apollo" "Os Filhotes Salvam o Apollo" "Os Cães Salvam o Apollo"                                             | Charles E. Bastien | Charles Johnston                 | 3 de maio de 2016 31 de março de 2016         | 307                |
| 59b      | 7b           | "Pups Save the Hippos" "Os Filhotes Salvam os Hipopótamos" "Os Cães Salvam os Hipopótamos"                             | Charles E. Bastien | Jeff Sweeney                     | 3 de maio de 2016 31 de março de 2016         | 307                |
| 60a      | 8a           | "Pups Save Daring Danny X" "Os Filhotes Salvam o Danny Audaz X" "Os Cães Salvam o Danny X"                             | Charles E. Bastien | Hugh Duffy                       | 24 de março de 2016 16 de abril de 2016       | 308                |
| 60b      | 8b           | "Pups in a Fix" "Os Filhotes e o Conserto" "Os Cães numa Enrascada"                                                    | Charles E. Bastien | Jeff Sweeney                     | 24 de março de 2016 16 de abril de 2016       | 308                |
| 61a      | 9a           | "Pups Save a Dragon" "Os Filhotes Salvam um Dragão" "Os Cães Salvam um Dragão"                                         | Charles E. Bastien | Kim Duran                        | 19 de abril de 2016 30 de abril de 2016       | 309                |
| 61b      | 9b           | "Pups Save Three Little Pigs" "Os Filhotes Salvam os Três Porquinhos" "Os Cães Salvam Três Porquinhos"                 | Charles E. Bastien | Alex Ganetakos                   | 19 de abril de 2016 30 de abril de 2016       | 309                |
| 62a      | 10a          | "Pups Save a Stinky Flower" "Os Filhotes Salvam uma Flor Fedorenta" "Os Cães Salvam uma Flor Mal Cheirosa"             | Charles E. Bastien | Hugh Duffy                       | 12 de maio de 2016 18 de outubro de 2016      | 310                |
| 62b      | 10b          | "Pups Save a Monkey-naut" "Os Filhotes Salvam um Macaco-nauta" "Os Cães Salvam um Macaconauta"                         | Charles E. Bastien | Kim Duran                        | 12 de maio de 2016 18 de outubro de 2016      | 310                |
| 63a      | 11a          | "Pups Save the Polar Bears" "Os Filhotes Salvam os Ursos Polares" "Os Cães Salvam os Ursos Polares"                    | Charles E. Bastien | Kim Duran                        | 5 de maio de 2016 19 de maio de 2016          | 311                |
| 63b      | 11b          | "A Pup in Sheep's Clothing" "Um Filhote na Pele de Ovelha" "Um Cão em Pele de Cordeiro"                                | Charles E. Bastien | Steven Sullivan                  | 5 de maio de 2016 19 de maio de 2016          | 311                |
| 64a      | 12a          | "Pups Save a School Bus" "Os Filhotes Salvam um Ônibus Escolar" "Os Cães Salvam um Autocarro Escolar"                  | Charles E. Bastien | Andrew Guerdat                   | 24 de maio de 2016 26 de maio de 2016         | 312                |
| 64b      | 12b          | "Pups Save the Songbirds" "Os Filhotes Salvam as Aves Canoras" "Os Cães Salvam o Canto das Aves"                       | Charles E. Bastien | Kim Duran                        | 24 de maio de 2016 26 de maio de 2016         | 312                |
| 65a      | 13a          | "Pups Save Old Trusty" "Os Filhotes Salvam o Velho Fiel" "Os Cães Salvam o Velho Fiel"                                 | Charles E. Bastien | Jeff Sweeney e James Backshall   | 26 de maio de 2016 23 de julho de 2016        | 313                |
| 65b      | 13b          | "Pups Save a Pony" "Os Filhotes Salvam um Pônei" "Os Cães Salvam um Pónei"                                             | Charles E. Bastien | Scott Albert                     | 26 de maio de 2016 23 de julho de 2016        | 313                |
| 66a      | 14a          | "Pups Save Sports Day" "Os Filhotes Salvam o Dia do Esporte" "Os Cães Salvam o Dia do Desporto"                        | Charles E. Bastien | Scott Albert                     | 23 de junho de 2016 22 de agosto de 2016      | 314 / 317          |
| 66b      | 14b          | "Pups Save a Robo-saurus" "Os Filhotes Salvam o Robo-sauro" "Os Cães Salvam um Robossauro"                             | Charles E. Bastien | Steven Sullivan                  | 23 de junho de 2016 10 de outubro de 2016     | 314                |
| 67       | 15           | "Tracker Joins the Pups!" "O Tracker Se Junta aos Filhotes" "O Tracker Junta-se à Equipa"                              | Charles E. Bastien | Andrew Guerdat e Steven Sullivan | 13 de agosto de 2016 16 de setembro de 2016   | 315                |
| 68a      | 16a          | "Pups Bear-ly Save Danny" "Os Filhotes Salvam o Danny" "Os Cães Quase Não Salvam o Danny"                              | Charles E. Bastien | Steven Sullivan                  | 14 de agosto de 2016 20 de outubro de 2016    | 316                |
| 68b      | 16b          | "Pups Save the Mayor's Tulips" "Os Filhotes Salvam as Tulipas da Prefeita" "Os Cães Salvam as Tulipas da Presidente"   | Charles E. Bastien | Kim Duran                        | 14 de agosto de 2016 20 de outubro de 2016    | 316                |
| 69a      | 17a          | "All Star Pups!" "Os Melhores Jogadores" "Cães Estrelas"                                                               | Charles E. Bastien | Andrew Guerdat                   | 20 de agosto de 2016 22 de agosto de 2016     | 317                |
| 69b      | 17b          | "Pups Save a Film Festival" "Os Filhotes Salvam um Festival de Filmes" "Os Cães Salvam um Festival de Cinema"          | Charles E. Bastien | Jeff Sweeney e James Backshall   | 20 de agosto de 2016 10 de outubro de 2016    | 317 / 314          |
| 70a      | 18a          | "Pups in a Jam" "Festival da Geleia" "Cães Doces"                                                                      | Charles E. Bastien | James Backshall e Jeff Sweeney   | 21 de agosto de 2016 11 de novembro de 2016   | 318                |
| 70b      | 18b          | "Pups Save a Windsurfing Pig" "Os Filhotes Salvam um Porco Windsurf" "Os Cães Salvam um Porco do Windsurf"             | Charles E. Bastien | Kim Duran                        | 21 de agosto de 2016 11 de novembro de 2016   | 318                |
| 71a      | 19a          | "Pups Get Growing" "Os Filhotes e os Vegetais Gigantes" "Cães Crescidos"                                               | Charles E. Bastien | James Backshall e Jeff Sweeney   | 17 de setembro de 2016 8 de novembro de 2016  | 319                |
| 71b      | 19b          | "Pups Save a Space Toy" "Os Filhotes Salvam o Brinquedo Espacial" "Os Cães Salvam um Brinquedo Espacial"               | Charles E. Bastien | Andrew Guerdat                   | 17 de setembro de 2016 8 de novembro de 2016  | 319                |
| 72a      | 20a          | "Pups Get Skunked" "Os Filhotes e uma Gambá" "Os Cães e a Doninha"                                                     | Charles E. Bastien | Charles Johnston                 | 24 de setembro de 2016 3 de dezembro de 2016  | 320                |
| 72b      | 20b          | "Pups and a Whale of a Tale" "Os Filhotes e uma Baita de uma Baleia" "Os Cães e a Baleia Encurralada"                  | Charles E. Bastien | Andrew Guerdat                   | 24 de setembro de 2016 3 de dezembro de 2016  | 320                |
| 73a      | 21a          | "Parroting Pups" "Imitando os Filhotes" "Cães Papagaios"                                                               | Charles E. Bastien | Andrew Guerdat                   | 16 de setembro de 2016 3 de dezembro de 2016  | 321                |
| 73b      | 21b          | "Merpups Save the Turbots" "As Filhotes Sereias Salvam os Rodovalhos" "Os Cães Sereia Salvam os Turbots"               | Charles E. Bastien | Scott Albert                     | 16 de setembro de 2016 3 de dezembro de 2016  | 321                |
| 74       | 22           | "The Pups' Winter Wonder Show" "O Show de Maravilhas de Inverno dos Filhotes" "O Espetáculo de Inverno dos Cães"       | Charles E. Bastien | James Backshall e Jeff Sweeney   | 1 de dezembro de 2016 2 de dezembro de 2016   | 322                |
| 75a      | 23a          | "Pups Save the Gliding Turbots" "Os Filhotes Salvam os Rodovalhos na Asa-delta" "Os Cães Salvam os Turbots Planadores" | Charles E. Bastien | Charles Johnston                 | 29 de novembro de 2016 17 de dezembro de 2016 | 323                |
| 75b      | 23b          | "Pups Save a Plane" "Os Filhotes Salvam um Avião" "Os Cães Salvam um Avião"                                            | Charles E. Bastien | Charles Johnston                 | 29 de novembro de 2016 17 de dezembro de 2016 | 323                |
| 76a      | 24a          | "Pups Save a Giant Plant" "Os Filhotes Salvam uma Planta Gigante" "Os Cães Salvam uma Planta Gigante"                  | Charles E. Bastien | Steven Sullivan                  | 31 de dezembro de 2016 20 de janeiro de 2017  | 324                |
| 76b      | 24b          | "Pups Get Stuck" "Os Filhotes Ficam Presos" "Os Cães Ficam Presos"                                                     | Charles E. Bastien | James Backshall e Jeff Sweeney   | 31 de dezembro de 2016 20 de janeiro de 2017  | 324                |
| 77a      | 25a          | "Pups Raise the PAW Patroller" "Os Filhotes Levantam o Patrulheiro Canino" "Os Cães Salvam o Patrulheiro"              | Charles E. Bastien | Andrew Guerdat                   | 24 de janeiro de 2017 7 de janeiro de 2017    | 325                |
| 77b      | 25b          | "Pups Save the Crows" "Os Filhotes Salvam os Corvos" "Os Cães Salvam os Corvos"                                        | Charles E. Bastien | James Backshall e Jeff Sweeney   | 24 de janeiro de 2017 7 de janeiro de 2017    | 325                |
| 78a      | 26a          | "Pups Save Their Floating Friends" "Os Filhotes Salvam os Amigos Flutuantes" "Os Cães Salvam os Amigos Flutuantes"     | Charles E. Bastien | Scott Albert                     | 26 de janeiro de 2017 14 de janeiro de 2017   | 326                |
| 78b      | 26b          | "Pups Save a Satellite" "Os Filhotes Salvam o Satelite" "Os Cães Salvam um Satélite"                                   | Charles E. Bastien | Alex Ganetakos                   | 26 de janeiro de 2017 14 de janeiro de 2017   | 326                |

### 4ª Temporada (2017–2018)
| Nº       | Nº           | Título | Diretor            | Escritor                         | Data da transmissão                           | Código de produção |
| Na série | Na temporada | Título | Diretor            | Escritor                         | Data da transmissão                           | Código de produção |
| -------- | ------------ | --- | ------------------ | -------------------------------- | --------------------------------------------- | ------------------ |
| 79a      | 1a           | "Pups Save a Blimp" "Os Filhotes Salvam um Dirigível" "Os Cães Salvam o Dirigível"                                                                         | Charles E. Bastien | Steven Sullivan e Andrew Guerdat | 6 de fevereiro de 2017 4 de março de 2017     | 401                |
| 79b      | 1b           | "Pups Save the Chili Cook-off" "Os Filhotes Salvam o Dia do Chili" "Os Cães Salvam o Desafio do Chili"                                                     | Charles E. Bastien | Alex Ganetakos                   | 6 de fevereiro de 2017 4 de março de 2017     | 401                |
| 80a      | 2a           | "Pups Save a Teeny Penguin" "Os Filhotes Salvam um Pinguinzinho" "Os Cães Salvam um Pequeno Pinguin"                                                       | Charles E. Bastien | Andrew Guerdat e Steven Sullivan | 8 de fevereiro de 2017 11 de março de 2017    | 402                |
| 80b      | 2b           | "Pups Save the Cat Show" "Os Filhotes Salvam o Concurso de Gatinhos" "Os Cães Salvam uma Exposição de Gatos"                                               | Charles E. Bastien | James Backshall e Jeff Sweeney   | 8 de fevereiro de 2017 11 de março de 2017    | 402                |
| 81a      | 3a           | "Pups Save a Playful Dragon" "Os Filhotes Salvam um Dragão Brincalhão" "Os Cães Salvam um Dragão Brincalhão"                                               | Charles E. Bastien | Charles Johnston                 | 18 de março de 2017 7 de abril de 2017        | 403                |
| 81b      | 3b           | "Pups Save the Critters" "Os Filhotes Salvam as Criaturas" "Os Cães Salvam os Bichos"                                                                      | Charles E. Bastien | Charles Johnston                 | 18 de março de 2017 7 de abril de 2017        | 403                |
| 82       | 4            | "Mission PAW: Quest for the Crown" "Missão Patinha: A Busca pela Coroa" "Missão Pata: Em Busca da Coroa"                                                   | Charles E. Bastien | Steven Sullivan e Andrew Guerdat | 24 de março de 2017 25 de março de 2017       | 404                |
| 83a      | 5a           | "Pups Save a Sleepover" "Os Filhotes Salvam uma Festa do Pijama" "Os Cães Salvam uma Festa de Pijama"                                                      | Charles E. Bastien | Steven Sullivan e Andrew Guerdat | 28 de abril de 2017 6 de maio de 2017         | 405                |
| 83b      | 5b           | "Pups Save the Carnival" "Os Filhotes Salvam a Quermesse" "Os Cães Salvam a Feira Popular"                                                                 | Charles E. Bastien | Louise Moon                      | 28 de abril de 2017 6 de maio de 2017         | 405                |
| 84a      | 6a           | "Pups Save Jake's Cake" "Os Filhotes Salvam o Bolo do Jake" "Os Cães Salvam o Bolo do Jake"                                                                | Charles E. Bastien | Steven Sullivan e Andrew Guerdat | 21 de abril de 2017 13 de maio de 2017        | 406                |
| 84b      | 6b           | "Pups Save a Wild Ride" "Os Filhotes Salvam uma Descida Radical" "Os Cães Salvam uma Descida Louca"                                                        | Charles E. Bastien | James Backshall e Jeff Sweeney   | 21 de abril de 2017 13 de maio de 2017        | 406                |
| 85a      | 7a           | "Mission PAW: Royally Spooked" "Missão Patinha: Assombração Real" "Missão Pata: Susto Real"                                                                | Charles E. Bastien | Steven Sullivan e Andrew Guerdat | 14 de abril de 2017 20 de maio de 2017        | 407                |
| 85b      | 7b           | "Pups Save Monkey-dinger" "Os Filhotes Salvam o Macaco-dinger" "Os Cães Salvam o Macaco-dinger"                                                            | Charles E. Bastien | Scott Albert                     | 14 de abril de 2017 20 de maio de 2017        | 407                |
| 86a      | 8a           | "Pups Save the Flying Food" "Os Filhotes Salvam a Comida Voadora" "Os Cães Salvam a Comida Voadora"                                                        | Charles E. Bastien | Steven Sullivan e Andrew Guerdat | 12 de maio de 2017 27 de maio de 2017         | 408                |
| 86b      | 8b           | "Pups Save a Ferris Wheel" "Os Filhotes Salvam uma Roda Gigante" "Os Cães Salvam uma Roda Gigante"                                                         | Charles E. Bastien | Charles Johnston                 | 12 de maio de 2017 27 de maio de 2017         | 408                |
| 87a      | 9a           | "Pups Save a Sleepwalking Bear" "Os Filhotes Salvam um Urso Sonâmbulo" "Os Cães Salvam um Urso Sonâmbulo"                                                  | Charles E. Bastien | Louise Moon                      | 17 de junho de 2017 6 de outubro de 2017      | 409                |
| 87b      | 9b           | "Pups Save Dude Ranch Danny" "Os Filhotes Salvam o Vaqueiro Danny" "Os Cães Salvam o Danny do Rancho"                                                      | Charles E. Bastien | Steven Sullivan e Andrew Guerdat | 17 de junho de 2017 6 de outubro de 2017      | 409                |
| 88       | 10           | "Mission PAW: Pups Save the Royal Throne" "Missão Patinha: Os Filhotes Salvam o Trono Real" "Missão Pata: Os Cães Salvam o Trono Real"                     | Charles E. Bastien | Steven Sullivan e Andrew Guerdat | 26 de maio de 2017 24 de junho de 2017        | 410                |
| 89a      | 11a          | "Pups Save Big Hairy" "Os Filhotes Salvam o Grande Peludo" "Os Cães Salvam Peludo Gigante"                                                                 | Charles E. Bastien | James Backshall e Jeff Sweeney   | 1 de julho de 2017 25 de agosto de 2017       | 411                |
| 89b      | 11b          | "Pups Save a Flying Kitty" "Os Filhotes Salvam a Gatinha Voadora" "Os Cães Salvam uma Gatinha Voadora"                                                     | Charles E. Bastien | Al Schwartz                      | 1 de julho de 2017 25 de agosto de 2017       | 411                |
| 90a      | 12a          | "Pups Party with Bats" "Morcegos na Festa dos Filhotes" "Os Cães Festejam com Morcegos"                                                                    | Charles E. Bastien | Louise Moon                      | 8 de julho de 2017 10 de novembro de 2017     | 412                |
| 90b      | 12b          | "Pups Save Sensei Yumi" "Os Filhotes Salvam a Sensei Yumi" "Os Cães Salvam a Mestre Yumi"                                                                  | Charles E. Bastien | Scott Albert                     | 8 de julho de 2017 10 de novembro de 2017     | 412                |
| 91       | 13           | "Sea Patrol: Pups Save a Baby Octopus" "Patrulha Marítima: Os Filhotes Salvam um Bebê Polvo" "Patrulha Marítima: Os Cães Salvam o Polvo Bebé"              | Charles E. Bastien | James Backshall e Jeff Sweeney   | 7 de julho de 2017 9 de setembro de 2017      | 413                |
| 92a      | 14a          | "Pups Save the Runaway Kitties" "Os Filhotes Salvam os Gatinhos Fujões" "Os Cães Salvam os Gatinhos em Fuga"                                               | Charles E. Bastien | Steven Sullivan e Andrew Guerdat | 21 de agosto de 2017 16 de setembro de 2017   | 414                |
| 92b      | 14b          | "Pups Save Tiny Marshall" "Os Filhotes Salvam o Pequeno Marshall" "Os Cães Salvam o Pequenho Marshall"                                                     | Charles E. Bastien | Tom Berger                       | 21 de agosto de 2017 16 de setembro de 2017   | 414                |
| 93a      | 15a          | "Pups Chill Out" "Os Filhotes Ficam Frios" "Os Cães Refrescam-se"                                                                                          | Charles E. Bastien | Louise Moon                      | 23 de agosto de 2017 23 de setembro de 2017   | 415                |
| 93b      | 15b          | "Pups Save Farmer Alex" "Os Filhotes Salvam o Fazendeiro Alex" "Os Cães Salvam o Agricultor Alex"                                                          | Charles E. Bastien | Al Schwartz                      | 23 de agosto de 2017 23 de setembro de 2017   | 415                |
| 94a      | 16a          | "Sea Patrol: Pups Save a Shark" "Patrulha Marítima: Os Filhotes Salvam um Tubarão" "Patrulha do Mar: Os Cães Salvam um Tubarão"                            | Charles E. Bastien | Scott Albert                     | 8 de setembro de 2017 30 de setembro de 2017  | 416                |
| 94b      | 16b          | "Sea Patrol: Pups Save the Pier" "Patrulha Marítima: Os Filhotes Salvam o Píer" "Patrulha do Mar: Os Cães Salvam o Cais"                                   | Charles E. Bastien | Al Schwartz                      | 8 de setembro de 2017 30 de setembro de 2017  | 416                |
| 95a      | 17a          | "Pups Save a Space Rock" "Os Filhotes Salvam uma Pedra do Espaço" "Não disponível"                                                                         | Charles E. Bastien | Louise Moon                      | 19 de setembro de 2017 7 de outubro de 2017   | 417                |
| 95b      | 17b          | "Pups Save a Good Mayor" "Os Filhotes Salvam uma Boa Prefeita" "Não disponível"                                                                            | Charles E. Bastien | James Backshall e Jeff Sweeney   | 19 de setembro de 2017 7 de outubro de 2017   | 417                |
| 96a      | 18a          | "Pups Save a City Kitty" "Os Filhotes Salvam uma Gatinha da Cidade" "Os Cães Salvam a Cali"                                                                | Charles E. Bastien | Andrew Guerdat e Steven Sullivan | 21 de setembro de 2017 14 de outubro de 2017  | 418                |
| 96b      | 18b          | "Pups Save a Cloud Surfer" "Os Filhotes Salvam um Surfista de Nuvem" "Os Cães Salvam um Surfista das Nuvens"                                               | Charles E. Bastien | James Backshall e Jeff Sweeney   | 21 de setembro de 2017 14 de outubro de 2017  | 418                |
| 97       | 19           | "Sea Patrol: Pirate Pups to the Rescue" "Patrulha Marítima: Filhotes Piratas, ao Resgate" "Patrulha do Mar: Cães Piratas ao Resgate"                       | Charles E. Bastien | Steven Sullivan e Andrew Guerdat | 20 de outubro de 2017 21 de outubro de 2017   | 419                |
| 98a      | 20a          | "Pups Save the Mail" "Os Filhotes Salvam a Correspondência" "Os Cãezinhos Salvam o Correio"                                                                | Charles E. Bastien | Al Schwartz                      | 27 de outubro de 2017 10 de fevereiro de 2018 | 420                |
| 98b      | 20b          | "Pups Save a Frog Mayor" "Os Filhotes Salvam uma Prefeita Sapa" "Os Cãezinhos Salvam a Presidente Sapo"                                                    | Charles E. Bastien | Louise Moon                      | 27 de outubro de 2017 10 de fevereiro de 2018 | 420                |
| 99a      | 21a          | "Pups Save the Runaway Turtles" "Os Filhotes Salvam as Tartarugas Fujonas" "Os Cãezinhos Salvam as Tartarugas"                                             | Charles E. Bastien | Scott Albert                     | 7 de novembro de 2017 17 de fevereiro de 2018 | 421                |
| 99b      | 21b          | "Pups Save the Shivering Sheep" "Os Filhotes Salvam as Ovelhas Tremendo" "Os Cãezinhos Salvam as Ovelhas Friorentas"                                       | Charles E. Bastien | James Backshall e Jeff Sweeney   | 7 de novembro de 2017 17 de fevereiro de 2018 | 421                |
| 100a     | 22a          | "Sea Patrol: Pups Save a Frozen Flounder" "Patrulha Marítima: Os Filhotes Salvam o Linguado Congelado" "Patrulha do Mar: Os Cães Salvam o Solha Congelado" | Charles E. Bastien | Scott Albert                     | 6 de novembro de 2017 6 de janeiro de 2018    | 422                |
| 100b     | 22b          | "Sea Patrol: Pups Save a Narwhal" "Patrulha Marítima: Os Filhotes Salvam o Narval" "Patrulha do Mar: Os Cães Salvam o Narval"                              | Charles E. Bastien | Louise Moon                      | 6 de novembro de 2017 6 de janeiro de 2018    | 422                |
| 101a     | 23a          | "Pups Save Luke Stars" "Os Filhotes Salvam o Luke Estrelas" "Os Cãezinhos Salvam o Luke Stars"                                                             | Charles E. Bastien | Louise Moon                      | 13 de janeiro de 2018 6 de março de 2018      | 423                |
| 101b     | 23b          | "Pups Save Chicken Day" "Os Filhotes Salvam o Dia da Galinha" "Os Cãezinhos Salvam o Dia da Galinha"                                                       | Charles E. Bastien | Jason McKenzie                   | 13 de janeiro de 2018 6 de março de 2018      | 423                |
| 102a     | 24a          | "Pups Save Francois the Penguin" "Os Filhotes Salvam François, o Pinguim" "Os Cães Salvam o Pinguim do François"                                           | Charles E. Bastien | Al Schwartz                      | 20 de janeiro de 2018 30 de janeiro de 2018   | 424                |
| 102b     | 24b          | "Pups Save Daring Danny's Hippo" "Os Filhotes Salvam o Hipopótamo do Danny Audaz" "Os Cães Salvam o Hipopótamo do Danny Audaz X"                           | Charles E. Bastien | Andrew Guerdat e Steven Sullivan | 20 de janeiro de 2018 30 de janeiro de 2018   | 424                |
| 103a     | 25a          | "Pups Save Baby Humdinger" "Os Filhotes Salvam o Bebê Humdinger" "Os Cães Salvam o Bebé Humdinger"                                                         | Charles E. Bastien | Hugh Duffy                       | 27 de janeiro de 2018 1 de fevereiro de 2018  | 425                |
| 103b     | 25b          | "Pups Save a Piñata" "Os Filhotes Salvam uma Pinhata" "Os Cães Salvam a Pinhata"                                                                           | Charles E. Bastien | Hugh Duffy                       | 27 de janeiro de 2018 1 de fevereiro de 2018  | 425                |
| 104      | 26           | "Sea Patrol: Pups Save Puplantis" "Patrulha Marítima: Os Filhotes Salvam Cão-tlântida" "Patrulha do Mar: Os Cães Salvam a Atlântida"                       | Charles E. Bastien | Louise Moon                      | 15 de janeiro de 2018 3 de fevereiro de 2018  | 426                |

### 5ª Temporada (2018–2019)
| Nº       | Nº           | Título | Diretor            | Escritor                         | Data da transmissão                            | Código de produção |
| Na série | Na temporada | Título | Diretor            | Escritor                         | Data da transmissão                            | Código de produção |
| -------- | ------------ | --- | ------------------ | -------------------------------- | ---------------------------------------------- | ------------------ |
| 105a     | 1a           | "Pups Save the Kitty Rescue Crew" "Os Filhotes Salvam a Equipe de Gatinhos de Resgate" "Os Cães Salvam o Grupo de Resgate Felino"                                                            | Charles E. Bastien | Louise Moon                      | 6 de fevereiro de 2018 30 de junho de 2018     | 501                |
| 105b     | 1b           | "Pups Save an Ostrich" "Os Filhotes Salvam um Avestruz" "Os Cães Salvam uma Avestruz" | Charles E. Bastien | James Backshall e Jeff Sweeney   | 6 de fevereiro de 2018 30 de junho de 2018     | 501                |
| 106a     | 2a           | "Pups Save Big Paw" "Os Filhotes Salvam a Pata Grande" "Os Cães Salvam a Pata Grande" | Charles E. Bastien | Louise Moon                      | 8 de fevereiro de 2018 7 de julho de 2018      | 502                |
| 106b     | 2b           | "Pups Save the Hum-mover" "Os Filhotes Salvam o Hum-móvel" "Os Cães Salvam a Hum-mota" | Charles E. Bastien | Michael Stokes                   | 8 de fevereiro de 2018 7 de julho de 2018      | 502                |
| 107a     | 3a           | "Sea Patrol: Pups Save a Sunken Sloop" "Patrulha Marítima: Os Filhotes Salvam uma Corveta Naufragada" "Patrulha Marítima: Os Cães Salvam uma Chalupa Naufragada"                             | Charles E. Bastien | Hugh Duffy                       | 19 de fevereiro de 2018 14 de julho de 2018    | 503                |
| 107b     | 3b           | "Sea Patrol: Pups Save a Wiggly Whale" "Patrulha Marítima: Os Filhotes Salvam uma Baleia Agitada" "Patrulha Marítima: Os Cães Salvam uma Baleia Agitada"                                     | Charles E. Bastien | James Backshall e Jeff Sweeney   | 19 de fevereiro de 2018 14 de julho de 2018    | 503                |
| 108a     | 4a           | "Pups Save a High-flying Skye" "Os Filhotes Salvam uma Skye Voando Bem Alto" "Os Cães Salvam a Skye Voadora"                                                                                 | Charles E. Bastien | Michael Stokes                   | 8 de março de 2018 21 de julho de 2018         | 504                |
| 108b     | 4b           | "Pups Go for the Gold" "Os Filhotes Vão Atrás do Ouro" "Os Cães Vão à Caça do Ouro" | Charles E. Bastien | Andrew Guerdat e Steven Sullivan | 8 de março de 2018 21 de julho de 2018         | 504                |
| 109a     | 5a           | "Pups Save an Extreme Lunch" "Os Filhotes Salvam um Almoço Extremo" "Os Cães Salvam um Almoço Radical"                                                                                       | Charles E. Bastien | Scott Albert                     | 30 de março de 2018 28 de julho de 2018        | 505                |
| 109b     | 5b           | "Pups Save a Cat Burglar" "Os Filhotes Salvam um Ladrão de Gato" "Os Cães Salvam o Ladrão de Gatos"                                                                                          | Charles E. Bastien | Al Schwartz                      | 30 de março de 2018 28 de julho de 2018        | 505                |
| 110a     | 6a           | "Sea Patrol: Pups Save the Flying Diving Bell" "Patrulha Marítima: Os Filhotes Salvam um Sino de Mergulho Voador" "Patrulha Marítima: Os Cães Salvam o Sino de Mergulho Voador"              | Charles E. Bastien | Louise Moon                      | 20 de abril de 2018 4 de agosto de 2018        | 506                |
| 110b     | 6b           | "Sea Patrol: Pups Save a Soggy Farm" "Patrulha Marítima: Os Filhotes Salvam uma Fazenda Encharcada" "Patrulha Marítima: Os Cães Salvam uma Quinta Inundada"                                  | Charles E. Bastien | Andrew Guerdat e Steven Sullivan | 20 de abril de 2018 4 de agosto de 2018        | 506                |
| 111a     | 7a           | "Pups Save the Butterflies" "Os Filhotes Salvam as Borboletas" "Os Cães Salvam as Borboletas"                                                                                                | Charles E. Bastien | Michael Stokes                   | 3 de maio de 2018 11 de agosto de 2018         | 507                |
| 111b     | 7b           | "Pups Save an Underground Chicken" "Os Filhotes Salvam uma Galinha Subterrânea" "Os Cães Salvam uma Galinha Subterrânea"                                                                     | Charles E. Bastien | Hugh Duffy                       | 3 de maio de 2018 11 de agosto de 2018         | 507                |
| 112a     | 8a           | "Pups Save the Bookmobile" "Os Filhotes Salvam a Biblioteca Itinerante" "Os Cães Salvam a Biblioteca Móvel"                                                                                  | Charles E. Bastien | Michael Stokes                   | 1 de maio de 2018 18 de agosto de 2018         | 508                |
| 112b     | 8b           | "Pups Save Heady Humdinger" "Os Filhotes Salvam a Cabeça do Humdinger" "Os Cães Salvam o Humdinger Cabeçudo"                                                                                 | Charles E. Bastien | Michael Stokes                   | 1 de maio de 2018 18 de agosto de 2018         | 508                |
| 113      | 9            | "Sea Patrol: Pups Save Their Pirated Sea Patroller" "Patrulha Marítima: Os Filhotes Salvam a Patrulheira Marítima dos Piratas" "Patrulha Marítima: Os Cães Salvam o Patrulheiro Sequestrado" | Charles E. Bastien | Andrew Guerdat e Steven Sullivan | 25 de maio de 2018 25 de agosto de 2018        | 509                |
| 114a     | 10a          | "Pups Save the PawPaws" "Os Filhotes Salvam as Papaias" "Os Cães Salvam as Papaias" | Charles E. Bastien | James Backshall e Jeff Sweeney   | 28 de junho de 2018 1 de setembro de 2018      | 510                |
| 114b     | 10b          | "Pups Save a Popped Top" "Os Filhotes Salvam o Topo Tombado" "Os Cães Salvam o Silo" | Charles E. Bastien | Andrew Guerdat e Steven Sullivan | 28 de junho de 2018 1 de setembro de 2018      | 510                |
| 115      | 11           | "Ultimate Rescue: Pups Save the Royal Kitties" "Resgate Extremo: Os Filhotes Salvam os Gatinhos Reais" "Resgate Especial: Os Cães Salvam os Gatos Reais"                                     | Charles E. Bastien | Al Schwartz                      | 22 de junho de 2018 8 de setembro de 2018      | 511                |
| 116a     | 12a          | "Pups Save the Snowshoeing Goodways" "Os Filhotes Salvam os Goodway Caminhando na Neve" "Não disponível"                                                                                     | Charles E. Bastien | Louise Moon                      | 17 de julho de 2018 15 de setembro de 2018     | 512                |
| 116b     | 12b          | "Pups Save a Duck Pond" "Os Filhotes Salvam o Lago dos Patos" "Não disponível" | Charles E. Bastien | James Backshall e Jeff Sweeney   | 17 de julho de 2018 15 de setembro de 2018     | 512                |
| 117a     | 13a          | "Sea Patrol: Pups Save Tilly Turbot" "Patrulha Marítima: Os Filhotes Salvam a Tilly Rodovalho" "Os Cães Salvam a Tilly Turbot"                                                               | Charles E. Bastien | Al Schwartz                      | 19 de julho de 2018 22 de setembro de 2018     | 513                |
| 117b     | 13b          | "Pups Save an Upset Elephant" "Os Filhotes Salvam um Elefante Irritado" "Os Cães Salvam um Elefante Transtornado"                                                                            | Charles E. Bastien | Louise Moon                      | 19 de julho de 2018 22 de setembro de 2018     | 513                |
| 118      | 14           | "Ultimate Rescue: Pups Save the Tigers" "Resgate Extremo: Os Filhotes Salvam os Tigres" "Resgate Especial: Os Cães Salvam os Tigres"                                                         | Charles E. Bastien | Michael Stokes                   | 10 de agosto de 2018 22 de dezembro de 2018    | 514                |
| 119a     | 15a          | "Rocky Saves Himself" "O Rocky Salva a Si Mesmo" "O Rocky Salva-se Sozinho" | Charles E. Bastien | Hugh Duffy                       | 3 de setembro de 2018 25 de dezembro de 2018   | 515                |
| 119b     | 15b          | "Pups and the Mystery of the Driverless Snow Cat" "Os Filhotes e o Mistério do Limpa-neves sem Condutor" "Os Cães e o Mistério da Mota de Neve sem Condutor"                                 | Charles E. Bastien | Andrew Guerdat e Steven Sullivan | 3 de setembro de 2018 25 de dezembro de 2018   | 515                |
| 120a     | 16a          | "Pups Save the Trick-or-Treaters" "Os Filhotes Salvam o Dia das Bruxas" "Não disponível" | Charles E. Bastien | Louise Moon                      | 8 de outubro de 2018 12 de janeiro de 2019     | 516                |
| 120b     | 16b          | "Pups Save an Out of Control Mini Patrol" "Os Filhotes Salvam uma Mini Patrulha Fora do Controle" "Não disponível"                                                                           | Charles E. Bastien | Jason McKenzie                   | 8 de outubro de 2018 12 de janeiro de 2019     | 516                |
| 121      | 17           | "Ultimate Rescue: Pups Save the Movie Monster" "Resgate Extremo: Os Filhotes Salvam o Monstro do Filme" "Resgate Especial: Os Cães Salvam o Monstro do Filme"                                | Charles E. Bastien | Scott Albert                     | 21 de setembro de 2018 15 de dezembro de 2018  | 517                |
| 122a     | 18a          | "Mission PAW: Pups Save a Royal Concert" "Missão Patinha: Os Filhotes Salvam um Show Real" "Missão Pata: Os Cães Salvam o Concerto Real"                                                     | Charles E. Bastien | Louise Moon                      | 26 de outubro de 2018 25 de dezembro de 2018   | 518                |
| 122b     | 18b          | "Mission PAW: Pups Save the Princess' Pals" "Missão Patinha: Os Filhotes Salvam os Amigos da Princesa" "Missão Pata: Os Cães Salvam os Amigos da Princesa"                                   | Charles E. Bastien | Michael Stokes                   | 26 de outubro de 2018 25 de dezembro de 2018   | 518                |
| 123a     | 19a          | "Pups and the Werepuppy" "Os Filhotes e o Lobislhote" "Não disponível" | Charles E. Bastien | Michael Stokes                   | 12 de outubro de 2018 19 de janeiro de 2019    | 519                |
| 123b     | 19b          | "Pups Save a Sleepwalking Mayor" "Os Filhotes Salvam uma Prefeita Sonâmbula" "Não disponível"                                                                                                | Charles E. Bastien | Al Schwartz                      | 12 de outubro de 2018 19 de janeiro de 2019    | 519                |
| 124a     | 20a          | "Ultimate Rescue: Pups Save a Swamp Monster" "Resgate Extremo: Os Filhotes Salvam o Monstro do Pântano" "Não disponível"                                                                     | Charles E. Bastien | Al Schwartz                      | 30 de novembro de 2018 26 de janeiro de 2019   | 520                |
| 124b     | 20b          | "Ultimate Rescue: Pups and the Hidden Golden Bones" "Resgate Extremo: Os Filhotes e os Ossos Dourados Escondidos" "Não disponível"                                                           | Charles E. Bastien | Hugh Duffy                       | 30 de novembro de 2018 26 de janeiro de 2019   | 520                |
| 125a     | 21a          | "Pups Save a Cuckoo Clock" "Os Filhotes Salvam o Relógio Cuco" "Não disponível" | Charles E. Bastien | Louise Moon                      | 16 de novembro de 2018 2 de fevereiro de 2019  | 521                |
| 125b     | 21b          | "Pups Save Ms. Marjorie's House" "Os Filhotes Salvam a Casa da Srta. Marjorie" "Não disponível"                                                                                              | Charles E. Bastien | Michael Stokes                   | 16 de novembro de 2018 2 de fevereiro de 2019  | 521                |
| 126a     | 22a          | "Pups Save Thanksgiving" "Os Filhotes Salvam o Dia de Ação de Graças" "Os Cães Salvam a Ação de Graças"                                                                                      | Charles E. Bastien | Hugh Duffy                       | 21 de novembro de 2018 9 de fevereiro de 2019  | 522                |
| 126b     | 22b          | "Pups Save a Windy Bay" "Os Filhotes Salvam uma Baía Ventosa" "Os Cães Salvam uma Baía Ventosa"                                                                                              | Charles E. Bastien | James Backshall e Jeff Sweeney   | 21 de novembro de 2018 9 de fevereiro de 2019  | 522                |
| 127a     | 23a          | "Pups Save a Frozen Camp Out" "Os Filhotes Salvam um Acampamento Congelado" "Os Cães Salvam um Acampamento Gelado"                                                                           | Charles E. Bastien | Andrew Guerdat e Steven Sullivan | 14 de dezembro de 2018 2 de março de 2019      | 523                |
| 127b     | 23b          | "Pups Save the Fizzy Pickles" "Os Filhotes Salvam os Picles Efervescentes" "Os Cães Salvam os Picles com Gás"                                                                                | Charles E. Bastien | Scott Albert                     | 14 de dezembro de 2018 2 de março de 2019      | 523                |
| 128a     | 24a          | "Pups Save a Pluck-o-matic" "Os Filhotes Salvam um Colheitomático" "Os Cães Salvam um Robô"                                                                                                  | Charles E. Bastien | James Backshall e Jeff Sweeney   | 31 de dezembro de 2018 23 de fevereiro de 2019 | 524                |
| 128b     | 24b          | "Pups Save a Mascot" "Os Filhotes Salvam um Mascote" "Os Cães Salvam uma Mascote" | Charles E. Bastien | Louise Moon                      | 31 de dezembro de 2018 23 de fevereiro de 2019 | 524                |
| 129      | 25           | "Ultimate Rescue: Pups Save a Runaway Stargazer" "Resgate Supremo: Os Filhotes Salvam um Observatório de Estrelas Fujão" "Não disponível"                                                    | Charles E. Bastien | Andrew Guerdat e Steven Sullivan | 21 de janeiro de 2019 16 de fevereiro de 2019  | 525                |
| 130a     | 26a          | "Pups Save Ace's Birthday Surprise" "Os Filhotes Salvam o Aniversário Surpresa da Ace" "Os Cães Salvam a Surpresa de Aniversário da Ace"                                                     | Charles E. Bastien | Louise Moon                      | 25 de janeiro de 2019 9 de março de 2019       | 526                |
| 130b     | 26b          | "Pups Save a Tower of Pizza" "Os Filhotes Salvam uma Torre de Pizza" "Os Cães Salvam uma Torre de Piza"                                                                                      | Charles E. Bastien | Debra Felstead e Ross McKie      | 25 de janeiro de 2019 9 de março de 2019       | 526                |

### 6ª Temporada (2019–2021)
| Nº       | Nº           | Título | Diretor            | Escritor                         | Data da transmissão                           | Código de produção |
| Na série | Na temporada | Título | Diretor            | Escritor                         | Data da transmissão                           | Código de produção |
| -------- | ------------ | --- | ------------------ | -------------------------------- | --------------------------------------------- | ------------------ |
| 131a     | 1a           | "Pups Save the Jungle Penguins" "Os Filhotes Salvam os Pinguins da Selva" "Não disponível"                                                                                       | Charles E. Bastien | Hugh Duffy                       | 22 de fevereiro de 2019 18 de maio de 2019    | 601                |
| 131b     | 1b           | "Pups Save a Freighter" "Os Filhotes Salvam um Cargueiro" "Não disponível" | Charles E. Bastien | Hugh Duffy                       | 22 de fevereiro de 2019 18 de maio de 2019    | 601                |
| 132a     | 2a           | "Ultimate Rescue: Pups Stop a Meltdown" "Os Filhotes Impedem um Derretimento" "Não disponível"                                                                                   | Charles E. Bastien | James Backshall e Jeff Sweeney   | 4 de março de 2019 25 de maio de 2019         | 602                |
| 132b     | 2b           | "Ultimate Rescue: Pups and the Mystery of the Missing Cell Phones" "Os Filhotes e o Mistério dos Celulares Desaparecidos" "Não disponível"                                       | Charles E. Bastien | Hugh Duffy                       | 4 de março de 2019 25 de maio de 2019         | 602                |
| 133a     | 3a           | "Pups Save a Melon Festival" "Os Filhotes Salvam um Festival do Melão" "Não disponível"                                                                                          | Charles E. Bastien | James Backshall e Jeff Sweeney   | 15 de março de 2019 1 de junho de 2019        | 603                |
| 133b     | 3b           | "Pups Save a Cow" "Os Filhotes Salvam uma Vaca" "Não disponível" | Charles E. Bastien | Al Schwartz                      | 15 de março de 2019 1 de junho de 2019        | 603                |
| 134a     | 4a           | "Pups Save the Honey" "Os Filhotes Salvam o Mel" "Não disponível" | Charles E. Bastien | Louise Moon                      | 26 de abril de 2019 8 de junho de 2019        | 604                |
| 134b     | 4b           | "Pups Save Mayor Goodway's Purse" "Os Filhotes Salvam a Bolsa da Prefeita Goodway" "Não disponível"                                                                              | Charles E. Bastien | Al Schwartz                      | 26 de abril de 2019 8 de junho de 2019        | 604                |
| 135a     | 5a           | "Ultimate Rescue: Pups Save the Mountain Climbers" "Resgate Supremo: Os Filhotes Salvam os Escaladores de Montanhas" "Não disponível"                                            | Charles E. Bastien | James Backshall e Jeff Sweeney   | 19 de abril de 2019 15 de junho de 2019       | 605                |
| 135b     | 5b           | "Ultimate Rescue: Pups Save Captain Gordy" "Os Filhotes Salvam o Capitão Gordy" "Não disponível"                                                                                 | Charles E. Bastien | Hugh Duffy                       | 19 de abril de 2019 15 de junho de 2019       | 605                |
| 136a     | 6a           | "Pups and the Stinky Bubble Trouble" "Os Filhotes e o Problema das Bolhas Fedorentas" "Os Cães e a Bolha Malcheirosa"                                                            | Charles E. Bastien | Andrew Guerdat e Steven Sullivan | 3 de maio de 2019 22 de junho de 2019         | 606                |
| 136b     | 6b           | "Pups Save the Baby Ostriches" "Os Filhotes Salvam os Bebês Avestruzes" "Os Cães Salvam as Avestruzes Bebés"                                                                     | Charles E. Bastien | Jeff Sweeney                     | 3 de maio de 2019 22 de junho de 2019         | 606                |
| 137a     | 7a           | "Pups Save Gustavo's Guitar" "Os Filhotes Salvam o Violão do Gustavo" "Os Cães Salvam a Almofada do Gustavo"                                                                     | Charles E. Bastien | Louise Moon                      | 27 de maio de 2019 29 de junho de 2019        | 607                |
| 137b     | 7b           | "Pups Save the Yoga Goats" "Os Filhotes Salvam as Cabras da Ioga" "Os Cães Salvam as Cabritas do Yoga"                                                                           | Charles E. Bastien | Al Schwartz                      | 27 de maio de 2019 29 de junho de 2019        | 607                |
| 138a     | 8a           | "Pups Save Bedtime" "Os Filhotes Salvam a Hora da Soneca" "Não disponível" | Charles E. Bastien | David Rosenberg                  | 6 de julho de 2019 3 de setembro de 2019      | 608                |
| 138b     | 8b           | "Pups Save Chickaletta's Egg" "Os Filhotes Salvam o Ovo da Galinheta" "Não disponível"                                                                                           | Charles E. Bastien | James Backshall                  | 6 de julho de 2019 3 de setembro de 2019      | 608                |
| 139      | 9            | "Mighty Pups, Super Paws: When Super Kitties Attack" "Super Filhotes, Patinhas Poderosas: Quando os Super Gatinhos Atacam" "Super Cães: O Ataques dos Super Gatos"               | Charles E. Bastien | Andrew Guerdat e Steven Sullivan | 28 de junho de 2019 13 de julho de 2019       | 609                |
| 140a     | 10a          | "Pups Save a Manatee" "Os Filhotes Salvam um Peixe-boi" "Não disponível" | Charles E. Bastien | Robin Stein                      | 20 de julho de 2019 4 de setembro de 2019     | 610                |
| 140b     | 10b          | "Pups Save Breakfast" "Os Filhotes Salvam o Café da Manhã" "Não disponível" | Charles E. Bastien | Clark Stubbs                     | 20 de julho de 2019 4 de setembro de 2019     | 610                |
| 141a     | 11a          | "Pups Save the Land Pirates" "Os Filhotes Salvam os Piratas Terrestres" "Não disponível"                                                                                         | Charles E. Bastien | Andrew Guerdat e Steven Sullivan | 27 de julho de 2019 5 de setembro de 2019     | 611                |
| 141b     | 11b          | "Pups Save the Birdwatching Turbots" "Os Filhotes Salvam os Rodovalhos Observadores de Pássaros" "Não disponível"                                                                | Charles E. Bastien | Louise Moon                      | 27 de julho de 2019 5 de setembro de 2019     | 611                |
| 142      | 12           | "Mighty Pups, Super Paws: Pups Meet the Mighty Twins" "Super Filhotes, Patinhas Poderosas: Os Filhotes Conhecem os Super Gêmeos" "Super Cães em Ação: Os Cães e os Super Gémeos" | Charles E. Bastien | Andrew Guerdat e Steven Sullivan | 26 de julho de 2019 3 de agosto de 2019       | 612                |
| 143a     | 13a          | "Pups Save a Freaky Pup-day" "Os Filhotes Salvam um Dia Diferente" "Não disponível"                                                                                              | Charles E. Bastien | David Rosenberg                  | 10 de agosto de 2019 12 de novembro de 2019   | 613                |
| 143b     | 13b          | "Pups Save a Runaway Mayor" "Os Filhotes Salvam o Prefeito Descontrolado" "Não disponível"                                                                                       | Charles E. Bastien | Robin J. Stein                   | 10 de agosto de 2019 12 de novembro de 2019   | 613                |
| 144a     | 14a          | "Pups Save a Bat Family" "Os Filhotes Salvam a Família Morcego" "Não disponível"                                                                                                 | Charles E. Bastien | Louise Moon                      | 4 de outubro de 2019 12 de outubro de 2019    | 614                |
| 144b     | 14b          | "Pups Save a Mud Monster" "Os Filhotes Salvam o Monstro de Lama" "Não disponível"                                                                                                | Charles E. Bastien | James Backshall                  | 4 de outubro de 2019 12 de outubro de 2019    | 614                |
| 145a     | 15a          | "Mighty Pups, Super Paws: Pups Save a Giant Chicken" "Super Filhotes, Patinhas Poderosas: Os Filhotes Salvam a Galinha Gigante" "Não disponível"                                 | Charles E. Bastien | Al Schwartz                      | 2 de setembro de 2019 19 de outubro de 2019   | 615                |
| 145b     | 15b          | "Mighty Pups, Super Paws: Pups Stop Harold's Deep Freeze" "Super Filhotes, Patinhas Poderosas: Os Filhotes Detêm o Congelamento de Harold" "Não disponível"                      | Charles E. Bastien | James Backshall                  | 2 de setembro de 2019 19 de outubro de 2019   | 615                |
| 146a     | 16a          | "Pups Save the Balloon Pups" "Os Filhotes Salvam os Balões dos Filhotes" "Não disponível"                                                                                        | Charles E. Bastien | David Rosenberg                  | 26 de outubro de 2019 27 de novembro de 2019  | 616                |
| 146b     | 16b          | "Pups Save the Spider Spies" "Os Filhotes Salvam os Espiões de Aranha" "Não disponível"                                                                                          | Charles E. Bastien | Robin J. Stein                   | 26 de outubro de 2019 27 de novembro de 2019  | 616                |
| 147a     | 17a          | "Pups Save the Bears" "Os Filhotes Salvam os Ursos" "Não disponível" | Charles E. Bastien | Clark Stubbs                     | 2 de novembro de 2019 13 de novembro de 2019  | 617                |
| 147b     | 17b          | "Pups Save a Farmerless Farm" "Os Filhotes Salvam uma Fazenda sem Fazendeira" "Não disponível"                                                                                   | Charles E. Bastien | Al Schwartz e James Backshall    | 2 de novembro de 2019 13 de novembro de 2019  | 617                |
| 148a     | 18a          | "Mighty Pups, Super Paws: Pups and the Big Twin Trick" "Super Filhotes, Patinhas Poderosas: Os Filhotes e o Grande Truque dos Gêmeos" "Não disponível"                           | Charles E. Bastien | Andrew Guerdat e Steven Sullivan | 11 de outubro de 2019 9 de novembro de 2019   | 618                |
| 148b     | 18b          | "Mighty Pups, Super Paws: Pups Save a Mega Mayor" "Super Filhotes, Patinhas Poderosas: Os Filhotes Salvam um Mega Prefeito" "Não disponível"                                     | Charles E. Bastien | Robin J. Stein                   | 11 de outubro de 2019 9 de novembro de 2019   | 618                |
| 149a     | 19a          | "Pups Save a White Wolf" "Os Filhotes Salvam um Lobo Branco" "Não disponível" | Charles E. Bastien | David Rosenberg                  | 16 de novembro de 2019 20 de dezembro de 2019 | 619                |
| 149b     | 19b          | "Pups Save a Wrong Way Explorer" "Os Filhotes Salvam um Explorador Perdido" "Não disponível"                                                                                     | Charles E. Bastien | Andrew Guerdat e Steven Sullivan | 16 de novembro de 2019 20 de dezembro de 2019 | 619                |
| 150a     | 20a          | "Pups Save the Squirrels" "Os Filhotes Salvam os Esquilos" "Não disponível" | Charles E. Bastien | James Backshall                  | 14 de novembro de 2019 23 de novembro de 2019 | 620                |
| 150b     | 20b          | "Pups Save a Roo" "Os Filhotes Salvam um Canguru" "Não disponível" | Charles E. Bastien | Jeff Sweeney                     | 14 de novembro de 2019 23 de novembro de 2019 | 620                |
| 151      | 21           | "Mighty Pups, Charged Up: Pups vs. the Copycat" "Super Filhotes, Patinhas Poderosas: Os Filhotes Contra o Copiador" "Não disponível"                                             | Charles E. Bastien | Louise Moon                      | 21 de dezembro de 2019 20 de janeiro de 2020  | 621                |
| 152a     | 22a          | "Pups Save a Humsquatch" "Os Filhotes Salvam o Homem das Névoas" "Não disponível"                                                                                                | Charles E. Bastien | Al Schwartz                      | 11 de janeiro de 2020 27 de janeiro de 2020   | 622                |
| 152b     | 22b          | "Pups Stop a Far Flung Flying Disc" "Os Filhotes Param um Disco Voador Ligeiro" "Não disponível"                                                                                 | Charles E. Bastien | James Backshall                  | 11 de janeiro de 2020 27 de janeiro de 2020   | 622                |
| 153a     | 23a          | "Pups Rescue a Rescuer" "Os Filhotes Salvam a Salvadora" "Não disponível" | Charles E. Bastien | Robin J. Stein                   | 18 de janeiro de 2020 28 de fevereiro de 2020 | 623                |
| 153b     | 23b          | "Pups Save the Phantom of the Frog Pond" "Os Filhotes Salvam o Fantasma do Lago dos Sapos" "Não disponível"                                                                      | Charles E. Bastien | Al Schwartz                      | 18 de janeiro de 2020 28 de fevereiro de 2020 | 623                |
| 154a     | 24a          | "Mighty Pups, Charged Up: Pups Stop a Big Bad Bot" "Super Filhotes, Patinhas Poderosas: Os Filhotes Param um Grande Robô Mau" "Não disponível"                                   | Charles E. Bastien | Andrew Guerdat e Steven Sullivan | 25 de janeiro de 2020 17 de fevereiro de 2020 | 624                |
| 154b     | 24b          | "Mighty Pups, Charged Up: Pups vs. the Dome" "Super Filhotes, Patinhas Poderosas: Os Filhotes Contra o Domo" "Não disponível"                                                    | Charles E. Bastien | Al Schwartz                      | 25 de janeiro de 2020 17 de fevereiro de 2020 | 624                |
| 155a     | 25a          | "Ultimate Rescue: Pups Save the Opening Ceremonies" "Resgate Maximo: Os Filhotes Salvam a Ceremonia de Abertura" "Não disponível"                                                | Charles E. Bastien | Michael Stokes                   | 15 de fevereiro de 2020 23 de julho de 2021   | 625                |
| 155b     | 25b          | "Ultimate Rescue: Pups Save the Adventure Bay Games" "Resgate Máximo: Os Filhotes Salvam os Jogos da Baía de Aventura" "Não disponível"                                          | Charles E. Bastien | Michael Stokes                   | 15 de fevereiro de 2020 23 de julho de 2021   | 625                |
| 156a     | 26a          | "Pups Save a Tour Bus" "Os Filhotes Salvam um Ônibus de Turismo" "Não disponível"                                                                                                | Charles E. Bastien | Sean Jara                        | 22 de fevereiro de 2020 13 de março de 2020   | 626                |
| 156b     | 26b          | "Pups Save Midnight at the Museum" "Os Filhotes Salvam a Meia-noite no Museu" "Não disponível"                                                                                   | Charles E. Bastien | Clark Stubbs                     | 22 de fevereiro de 2020 13 de março de 2020   | 626                |

### 7ª Temporada (2020–2021)
| Nº       | Nº           | Título | Diretor            | Escritor                         | Data da transmissão                             | Código de produção |
| Na série | Na temporada | Título | Diretor            | Escritor                         | Data da transmissão                             | Código de produção |
| -------- | ------------ | --- | ------------------ | -------------------------------- | ----------------------------------------------- | ------------------ |
| 157a     | 1a           | "Mighty Pups, Charged Up: Pups Stop a Humdinger Horde" "Super Filhotes, Patinhas Poderosas: Os Filhotes Param a Horda de Prefeitos" "Não disponível" | Charles E. Bastien | Robin J. Stein                   | 27 de março de 2020 2 de maio de 2020           | 701                |
| 157b     | 1b           | "Mighty Pups, Charged Up: Pups Save a Mighty Lighthouse" "Super Filhotes, Patinhas Poderosas: Os Filhotes Salvam o Superfarol" "Não disponível"      | Charles E. Bastien | David Rosenberg                  | 27 de março de 2020 2 de maio de 2020           | 701                |
| 158a     | 2a           | "Pups Save Election Day" "Não disponível" "Não disponível"                                                                                           | Charles E. Bastien | James Backshall                  | 9 de maio de 2020 30 de outubro de 2020         | 702                |
| 158b     | 2b           | "Pups Save the Bubble Monkeys" "Não disponível" "Não disponível"                                                                                     | Charles E. Bastien | Andrew Guerdat e Steven Sullivan | 9 de maio de 2020 30 de outubro de 2020         | 702                |
| 159a     | 3a           | "Pups Save an Antarctic Martian" "Os Filhotes Salvam um Marciano da Antártica" "Não disponível"                                                      | Charles E. Bastien | Al Schwartz                      | 8 de maio de 2020 16 de maio de 2020            | 703                |
| 159b     | 3b           | "Pups Save the Maze Explorers" "Os Filhotes Salvam os Exploradores de Labirinto" "Não disponível"                                                    | Charles E. Bastien | Louise Moon                      | 8 de maio de 2020 16 de maio de 2020            | 703                |
| 160      | 4            | "Mighty Pups, Charged Up: Pups vs. Three Super Baddies" "Super Filhotes, Patinhas Poderosas: Os Filhotes Contra Três Supervilões" "Não disponível"   | Charles E. Bastien | Andrew Guerdat e Steven Sullivan | 17 de abril de 2020 23 de maio de 2020          | 704                |
| 161a     | 5a           | "Pups Save a Waiter Bot" "Os Filhotes Salvam o Garçom Robô" "Não disponível"                                                                         | Charles E. Bastien | Robin J. Stein                   | 30 de maio de 2020 5 de junho de 2020           | 705                |
| 161b     | 5b           | "Pups Stop a Pie-clone" "Os Filhotes Param o Torta-clone" "Não disponível"                                                                           | Charles E. Bastien | Phillip Bastien                  | 30 de maio de 2020 5 de junho de 2020           | 705                |
| 162      | 6            | "Dino Rescue: Pups and the Lost Dino Eggs" "Dino Resgate: Os Filhotes e os Ovos de Dinossauro Perdidos" "Não disponível"                             | Charles E. Bastien | Andrew Guerdat e Steven Sullivan | 13 de junho de 2020 26 de junho de 2020         | 706                |
| 163a     | 7a           | "Dino Rescue: Pups Save a Pterodactyl" "Dino Resgate: Os Filhotes Salvam um Pterodátilo" "Não disponível"                                            | Charles E. Bastien | Sean Jara                        | 27 de junho de 2020 24 de julho de 2020         | 707                |
| 163b     | 7b           | "Dino Rescue: Pups and the Big Rumble" "Dino Resgate: Os Filhotes e o Grande Estrondo" "Não disponível"                                              | Charles E. Bastien | David Rosenberg                  | 27 de junho de 2020 7 de agosto de 2020         | 707                |
| 164      | 8            | "Dino Rescue: Pups Save a Hum-dino" "Dino Resgate: Os Filhotes Salvam Dino-dinger" "Não disponível"                                                  | Charles E. Bastien | Clark Stubbs                     | 11 de julho de 2020 7 de setembro de 2020       | 708                |
| 165a     | 9a           | "Dino Rescue: Pups Save a Sore Dino" "Dino Resgate: Os Filhotes Salvam um Dinossauro com Dor" "Não disponível"                                       | Charles E. Bastien | Al Schwartz                      | 25 de julho de 2020 13 de novembro de 2020      | 709                |
| 165b     | 9b           | "Dino Rescue: Pups Save the Triceratops Tag-alongs" "Dino Resgate: Os Filhotes Salvam os Montadores de Tricerátopos" "Não disponível"                | Charles E. Bastien | Robin J. Stein                   | 25 de julho de 2020 13 de novembro de 2020      | 709                |
| 166a     | 10a          | "Pups Save the Big Bad Bird Crew" "Os Filhotes Salvam a Turma das Aves" "Não disponível"                                                             | Charles E. Bastien | Andrew Guerdat e Steven Sullivan | 10 de julho de 2020 8 de agosto de 2020         | 710                |
| 166b     | 10b          | "Pups Save a Soapbox Derby" "Os Filhotes Salvam a Corrida" "Não disponível"                                                                          | Charles E. Bastien | Sean Jara                        | 10 de julho de 2020 8 de agosto de 2020         | 710                |
| 167a     | 11a          | "Pups Save the Skydivers" "Os Filhotes Salvam os Paraquedistas" "Não disponível"                                                                     | Charles E. Bastien | Robin J. Stein                   | 21 de agosto de 2020 22 de agosto de 2020       | 711                |
| 167b     | 11b          | "Pups Save the Cupcakes" "Os Filhotes Salvam os Cupcakes" "Não disponível"                                                                           | Charles E. Bastien | Louise Moon                      | 21 de agosto de 2020 22 de agosto de 2020       | 711                |
| 168      | 12           | "Ultimate Rescue: Pups Save the Pupmobiles" "Resgate Máximo: Os Filhotes Salvam a Frota da Patrulha" "Não disponível"                                | Charles E. Bastien | Michael Stokes                   | 5 de setembro de 2020 9 de outubro de 2020      | 712                |
| 169a     | 13a          | "Pups Save a Lost Gold Miner" "Os Filhotes Salvam um Mineiro Perdido" "Não disponível"                                                               | Charles E. Bastien | David Rosenberg                  | 19 de setembro de 2020 16 de outubro de 2020    | 713                |
| 169b     | 13b          | "Pups Save Uncle Otis from His Cabin" "Os Filhotes Salvam Tio Otis de Sua Cabana" "Não disponível"                                                   | Charles E. Bastien | Andrew Guerdat e Steven Sullivan | 19 de setembro de 2020 16 de outubro de 2020    | 713                |
| 170a     | 14a          | "Pups Save a Rocket Roller Skater" "Os Filhotes Salvam uma Patinadora Turbinada" "Não disponível"                                                    | Charles E. Bastien | James Backshall                  | 3 de outubro de 2020 23 de outubro de 2020      | 714                |
| 170b     | 14b          | "Pups Save Ryder's Surprise" "Os Filhotes Salvam a Surpresa de Ryder" "Não disponível"                                                               | Charles E. Bastien | Andrew Guerdat e Steven Sullivan | 3 de outubro de 2020 23 de outubro de 2020      | 714                |
| 171a     | 15a          | "Pups Save the Marooned Mayors" "Os Filhotes Salvam os Prefeitos Presos" "Não disponível"                                                            | Charles E. Bastien | Robin J. Stein                   | 24 de outubro de 2020 11 de dezembro de 2020    | 715                |
| 171b     | 15b          | "Pups Save the Game Show" "Os Filhotes Salvam o Programa de Competição" "Não disponível"                                                             | Charles E. Bastien | Clark Stubbs                     | 24 de outubro de 2020 11 de dezembro de 2020    | 715                |
| 172a     | 16a          | "Pups Save the Chalk Art" "Os Filhotes Salvam o Desenho de Giz" "Não disponível"                                                                     | Charles E. Bastien | Bryan Roy                        | 6 de novembro de 2020 7 de novembro de 2020     | 716                |
| 172b     | 16b          | "Pups Save the Hot Potato" "Os Filhotes Salvam a Batata Quente" "Não disponível"                                                                     | Charles E. Bastien | David Rosenberg                  | 6 de novembro de 2020 7 de novembro de 2020     | 716                |
| 173      | 17           | "Pups Save a Bah Humdinger" "Os Filhotes Salvam o Prefeito Desobediente" "Não disponível"                                                            | Charles E. Bastien | Andrew Guerdat e Steven Sullivan | 20 de novembro de 2020 5 de dezembro de 2020    | 717                |
| 174a     | 18a          | "Pups Save Little Hairy" "Os Filhotes Salvam o Pequeno Peludo" "Não disponível"                                                                      | Charles E. Bastien | Louise Moon                      | 21 de novembro de 2020 23 de abril de 2021      | 718                |
| 174b     | 18b          | "Pups Save a Kooky Climber" "Os Filhotes Salvam o Escalador Maluco" "Não disponível"                                                                 | Charles E. Bastien | Robin J. Stein                   | 21 de novembro de 2020 23 de abril de 2021      | 718                |
| 175a     | 19a          | "Pups Save Queen Cluck-cluck" "Os Filhotes Salvam a Rainha Có-có" "Não disponível"                                                                   | Charles E. Bastien | Al Schwartz                      | 19 de dezembro de 2020 12 de março de 2021      | 719                |
| 175b     | 19b          | "Pups Save a Desert Flounder" "Os Filhotes Salvam o Linguado no Deserto" "Não disponível"                                                            | Charles E. Bastien | Andrew Guerdat e Steven Sullivan | 19 de dezembro de 2020 12 de março de 2021      | 719                |
| 176      | 20           | "Moto Pups: Pups vs. the Ruff-ruff Pack" "Moto Filhotes: Filhotes contra a Turma do Au-au" "Não disponível"                                          | Charles E. Bastien | Andrew Guerdat e Steven Sullivan | 16 de janeiro de 2021 15 de janeiro de 2021     | 720                |
| 177a     | 21a          | "Pups Save a Trash-dinger" "Os Filhotes Salvam o Lixomóvel" "Não disponível"                                                                         | Charles E. Bastien | Robin J. Stein                   | 30 de janeiro de 2021 5 de fevereiro de 2021    | 721                |
| 177b     | 21b          | "Pups Save the Royal Armour" "Os Filhotes Salvam a Armadura Real" "Não disponível"                                                                   | Charles E. Bastien | Sean Jara                        | 30 de janeiro de 2021 5 de fevereiro de 2021    | 721                |
| 178a     | 22a          | "Moto Pups: Pups Save the Donuts" "Moto Filhotes: Filhotes Salvam os Donuts" "Não disponível"                                                        | Charles E. Bastien | Clark Stubbs                     | 13 de fevereiro de 2021 19 de fevereiro de 2021 | 722                |
| 178b     | 22b          | "Moto Pups: Pups Save the Kitties" "Moto Filhotes: Filhotes Salvam os Gatos" "Não disponível"                                                        | Charles E. Bastien | Al Schwartz                      | 13 de fevereiro de 2021 19 de fevereiro de 2021 | 722                |
| 179      | 23           | "Moto Pups: Pups Save a Moto Mayor" "Moto Filhotes: Filhotes Salvam a Moto Prefeita" "Não disponível"                                                | Charles E. Bastien | Robin J. Stein                   | 27 de fevereiro de 2021 19 de março de 2021     | 723                |
| 180a     | 24a          | "Moto Pups: Rescue at Twisty Top Mesa" "Moto Filhotes: Resgate na Montanha Plana Espiral" "Não disponível"                                           | Charles E. Bastien | Michael Stokes                   | 13 de março de 2021 16 de abril de 2021         | 724                |
| 180b     | 24b          | "Moto Pups: Pups Save a Sneezy Chase" "Moto Filhotes: Filhotes Salvam Chase com Alergia" "Não disponível"                                            | Charles E. Bastien | Andrew Guerdat e Steven Sullivan | 13 de março de 2021 16 de abril de 2021         | 724                |
| 181a     | 25a          | "Ultimate Rescue: Pups Stop a Junk-monster" "Resgate Máximo: Os Filhotes Param o Monstro de Sucata" "Não disponível"                                 | Charles E. Bastien | David Rosenberg                  | 26 de fevereiro de 2021 27 de março de 2021     | 725                |
| 181b     | 25b          | "Pups Save the Whale Pod" "Os Filhotes Salvam o Baleal" "Não disponível"                                                                             | Charles E. Bastien | Sean Jara                        | 26 de fevereiro de 2021 27 de março de 2021     | 725                |
| 182a     | 26a          | "Pups Save Thundermouth" "Os Filhotes Salvam Boca de Trovão" "Não disponível"                                                                        | Charles E. Bastien | Michael Stokes                   | 10 de abril de 2021 7 de maio de 2021           | 726                |
| 182b     | 26b          | "Pups Save a Class Pet" "Os Filhotes Salvam o Bichinho da Escola" "Não disponível"                                                                   | Charles E. Bastien | Clark Stubbs                     | 10 de abril de 2021 7 de maio de 2021           | 726                |

### 8ª Temporada (2021–2023)
| Nº       | Nº           | Título | Diretor            | Escritor                         | Data da transmissão                           | Código de produção |
| Na série | Na temporada | Título | Diretor            | Escritor                         | Data da transmissão                           | Código de produção |
| -------- | ------------ | --- | ------------------ | -------------------------------- | --------------------------------------------- | ------------------ |
| 183a     | 1a           | "Pups Save a Runaway Rooster" "Os Filhotes Salvam o Galo Fujão" "Não disponível"                                                                             | Charles E. Bastien | Louise Moon                      | 15 de maio de 2021 28 de maio de 2021         | 801                |
| 183b     | 1b           | "Pups Save a Snowbound Cow" "Os Filhotes Salvam a Vaca na Neve" "Não disponível"                                                                             | Charles E. Bastien | Andrew Guerdat e Steven Sullivan | 15 de maio de 2021 28 de maio de 2021         | 801                |
| 184a     | 2a           | "Pups Save a Sweet Mayor" "Os Filhotes Salvam o Prefeito Doce" "Não disponível"                                                                              | Charles E. Bastien | Robin J. Stein                   | 2 de abril de 2021 29 de maio de 2021         | 802                |
| 184b     | 2b           | "Pups Save a Magic Trick" "Os Filhotes Salvam um Truque de Mágica" "Não disponível"                                                                          | Charles E. Bastien | Al Schwartz                      | 2 de abril de 2021 29 de maio de 2021         | 802                |
| 185a     | 3a           | "Pups Save a Rubble-Double" "Os Filhotes Salvam o Rubble Duplo" "Não disponível"                                                                             | Charles E. Bastien | James Backshall                  | 5 de junho de 2021 25 de junho de 2021        | 803                |
| 185b     | 3b           | "Pups Save a Clown" "Os Filhotes Salvam um Palhaço" "Não disponível"                                                                                         | Charles E. Bastien | Sean Jara                        | 5 de junho de 2021 25 de junho de 2021        | 803                |
| 186      | 4            | "Pups Stop the Cheetah" "Os Filhotes Detêm a Cheetah" "Não disponível"                                                                                       | Charles E. Bastien | Andrew Guerdat e Steven Sullivan | 12 de junho de 2021 10 de setembro de 2021    | 804                |
| 187a     | 5a           | "Pups Save the Moustache" "Os Filhotes Salvam o Bigode" "Não disponível"                                                                                     | Charles E. Bastien | Clark Stubbs                     | 19 de junho de 2021 30 de julho de 2021       | 805                |
| 187b     | 5b           | "Pups Save the Funhouse" "Os Filhotes Salvam a Casa Maluca" "Não disponível"                                                                                 | Charles E. Bastien | David Rosenberg                  | 19 de junho de 2021 30 de julho de 2021       | 805                |
| 188a     | 6a           | "Sea Patrol: Pups Save a Water Walker" "Patrulha do Mar: Os Filhotes Salvam os Tênis Aquáticos" "Não disponível"                                             | Charles E. Bastien | Robin J. Stein                   | 18 de junho de 2021 26 de junho de 2021       | 806                |
| 188b     | 6b           | "Sea Patrol: Pups Save a Windsurfer" "Patrulha do Mar: Os Filhotes Salvam o Windsurfista" "Não disponível"                                                   | Charles E. Bastien | Michael Stokes                   | 18 de junho de 2021 26 de junho de 2021       | 806                |
| 189a     | 7a           | "Pups Save the Hiding Elephants" "Os Filhotes Salvam os Elefantes Assustados" "Não disponível"                                                               | Charles E. Bastien | Louise Moon                      | 3 de julho de 2021 15 de outubro de 2021      | 807                |
| 189b     | 7b           | "Pups Save a Yodeler" "Os Filhotes Salvam o Cantor Tirolês" "Não disponível"                                                                                 | Charles E. Bastien | Andrew Guerdat e Steven Sullivan | 3 de julho de 2021 15 de outubro de 2021      | 807                |
| 190a     | 8a           | "Pups Save the Dizzy Dust Express" "Os Filhotes Salvam o Expresso da Poeira Tonta" "Não disponível"                                                          | Charles E. Bastien | Michael Stokes                   | 10 de julho de 2021 19 de novembro de 2021    | 808                |
| 190b     | 8b           | "Pups Save the Treetop Trekkers" "Os Filhotes Salvam as Escaladoras de Árvores" "Não disponível"                                                             | Charles E. Bastien | James Backshall                  | 10 de julho de 2021 19 de novembro de 2021    | 808                |
| 191a     | 9a           | "Pups Save the Treasure Cruise" "Os Filhotes Salvam o Cruzeiro do Tesouro" "Não disponível"                                                                  | Charles E. Bastien | Clark Stubbs                     | 24 de julho de 2021 3 de dezembro de 2021     | 809                |
| 191b     | 9b           | "Pups Save Rocket Ryder" "Os Filhotes Salvam Ryder a Jato" "Não disponível"                                                                                  | Charles E. Bastien | Michael Stokes                   | 24 de julho de 2021 3 de dezembro de 2021     | 809                |
| 192a     | 10a          | "Pups and Katie Stop the Barking Kitty Crew" "Os Filhotes e Katie Detêm a Turma do Latido" "Não disponível"                                                  | Charles E. Bastien | Andrew Guerdat e Steven Sullivan | 13 de agosto de 2021 4 de setembro de 2021    | 810                |
| 192b     | 10b          | "Pups Save the Glasses" "Os Filhotes Salvam os Óculos" "Não disponível"                                                                                      | Charles E. Bastien | Bryan Roy                        | 13 de agosto de 2021 4 de setembro de 2021    | 810                |
| 193a     | 11a          | "Pups vs. a Neon Humdinger" "Os Filhotes Contra o Humdinger de Neon" "Não disponível"                                                                        | Charles E. Bastien | Robin J. Stein                   | 6 de agosto de 2021 18 de setembro de 2021    | 811                |
| 193b     | 11b          | "Pups Save a Royal Painting" "Os Filhotes Salvam a Pintura Real" "Não disponível"                                                                            | Charles E. Bastien | Louise Moon                      | 6 de agosto de 2021 18 de setembro de 2021    | 811                |
| 194a     | 12a          | "Pups Save a Chicken Tulip" "Os Filhotes Salvam a Tulipa Galinha" "Não disponível"                                                                           | Charles E. Bastien | Al Schwartz                      | 2 de outubro de 2021 11 de fevereiro de 2022  | 812                |
| 194b     | 12b          | "Pups Stop an Xtreme Shark" "Os Filhotes Param um Tubarão Extremo" "Não disponível"                                                                          | Charles E. Bastien | Sean Jara                        | 2 de outubro de 2021 11 de fevereiro de 2022  | 812                |
| 195a     | 13a          | "Pups Save a Show Jumper" "Os Filhotes Salvam a Saltadora" "Não disponível"                                                                                  | Charles E. Bastien | Louise Moon                      | 24 de setembro de 2021 16 de outubro de 2021  | 813                |
| 195b     | 13b          | "Pups Save the Salmon" "Os Filhotes Salvam o Salmão" "Não disponível"                                                                                        | Charles E. Bastien | Phillip Bastien                  | 24 de setembro de 2021 16 de outubro de 2021  | 813                |
| 196a     | 14a          | "Pups vs. Ouchy Paws" "Os Filhotes Contra Pata Dolorida" "Não disponível"                                                                                    | Charles E. Bastien | Andrew Guerdat                   | 22 de outubro de 2021 30 de outubro de 2021   | 814                |
| 196b     | 14b          | "Pups Save a Glow-in-the-Dark Party" "Os Filhotes Salvam a Festa que Brilha no Escuro" "Não disponível"                                                      | Charles E. Bastien | James Backshall                  | 22 de outubro de 2021 30 de outubro de 2021   | 814                |
| 197      | 15           | "Rescue Knights: Quest for the Dragon's Tooth" "Cavaleiros do Resgate: A Busca pelo Dente de Dragão" "Não disponível"                                        | Charles E. Bastien | Andrew Guerdat                   | 13 de novembro de 2021 21 de janeiro de 2022  | 815                |
| 198a     | 16a          | "Pups Stop a Super Shaker" "Os Filhotes Param o Superagitador" "Não disponível"                                                                              | Charles E. Bastien | Robin J. Stein                   | 5 de novembro de 2021 20 de novembro de 2021  | 816                |
| 198b     | 16b          | "Pups Save a Flying Farmhouse" "Os Filhotes Salvam a Casa de Fazenda Voadora" "Não disponível"                                                               | Charles E. Bastien | Al Schwartz                      | 5 de novembro de 2021 20 de novembro de 2021  | 816                |
| 199a     | 17a          | "Pups Save a Box Fort" "Os Filhotes Salvam a Caixa de Fuga" "Não disponível"                                                                                 | Charles E. Bastien | Sean Jara                        | 27 de novembro de 2021 20 de maio de 2022     | 817                |
| 199b     | 17b          | "Pups Save Travelin' Travis from Really Big Bill!" "Os Filhotes Salvam Viajante Travis do Bico Grande" "Não disponível"                                      | Charles E. Bastien | Andrew Guerdat e Steven Sullivan | 27 de novembro de 2021 20 de maio de 2022     | 817                |
| 200      | 18           | "Rescue Knights: Pups Save a Dozing Dragon" "Cavaleiros do Resgate: Os Filhotes Salvam um Dragão Sonolento" "Não disponível"                                 | Charles E. Bastien | Michael Stokes                   | 4 de dezembro de 2021 8 de abril de 2022      | 818                |
| 201a     | 19a          | "Rescue Knights: Pups Save a Tournament" "Os Filhotes Salvam o Torneio" "Não disponível"                                                                     | Charles E. Bastien | Louise Moon                      | 11 de dezembro de 2021 4 de março de 2022     | 819                |
| 201b     | 19b          | "Rescue Knights: Pups Save the Baby Dragons" "Os Filhotes Salvam os Bebês Dragões" "Não disponível"                                                          | Charles E. Bastien | Sean Jara                        | 11 de dezembro de 2021 4 de março de 2022     | 819                |
| 202a     | 20a          | "Rescue Knights: Pups Break the Ice" "Cavaleiros do Resgate: Os Filhotes Quebram o Gelo" "Não disponível"                                                    | Charles E. Bastien | Clark Stubbs                     | 18 de dezembro de 2021 4 de fevereiro de 2022 | 820                |
| 202b     | 20b          | "Rescue Knights: Pups Save Excalibark" "Cavaleiros do Resgate: Os Filhotes Quebram o Gelo" "Não disponível"                                                  | Charles E. Bastien | Robin J. Stein                   | 18 de dezembro de 2021 4 de fevereiro de 2022 | 820                |
| 203a     | 21a          | "Dancing with Luke Stars" "Dançando com Luke Estrela" "Não disponível"                                                                                       | Charles E. Bastien | Jeffrey Duteil                   | 19 de fevereiro de 2022 15 de abril de 2022   | 821                |
| 203b     | 21b          | "Pups Save a Mischievous Octopus" "Os Filhotes Salvam um Polvo Sapeca" "Não disponível"                                                                      | Charles E. Bastien | Patrick Rieger                   | 19 de fevereiro de 2022 15 de abril de 2022   | 821                |
| 204a     | 22a          | "Pups Save the Kitties and the Kiddies" "Os Filhotes Salvam Gatinhos e Crianças" "Não disponível"                                                            | Charles E. Bastien | Andrew Guerdat e Steven Sullivan | 26 de fevereiro de 2022 13 de maio de 2022    | 822                |
| 204b     | 22b          | "Pups Save a Greenhouse" "Os Filhotes Salvam a Estufa" "Não disponível"                                                                                      | Charles E. Bastien | Liam Farrell                     | 26 de fevereiro de 2022 13 de maio de 2022    | 822                |
| 205a     | 23a          | "Pups Save the Floating Goodways" "Os Filhotes Salvam os Goodways Boiando" "Não disponível"                                                                  | Charles E. Bastien | Michael Stokes                   | 5 de março de 2022 3 de junho de 2022         | 823                |
| 205b     | 23b          | "Pups Save the Portable Pet Wash" "Os Filhotes Salvam o Pet Shop Móvel" "Não disponível"                                                                     | Charles E. Bastien | Clark Stubbs                     | 5 de março de 2022 3 de junho de 2022         | 823                |
| 206a     | 24a          | "Pups Save a Lonesome Walrus" "Os Filhotes Salvam a Morsa Solitária" "Não disponível"                                                                        | Charles E. Bastien | Andrew Guerdat e Steven Sullivan | 12 de março de 2022 6 de maio de 2022         | 824                |
| 206b     | 24b          | "Pups Save the Hummy Gummies" "Os Filhotes Salvam as Balas Hummy" "Não disponível"                                                                           | Charles E. Bastien | Al Schwartz                      | 12 de março de 2022 6 de maio de 2022         | 824                |
| 207a     | 25a          | "Cat Pack/PAW Patrol Rescue: Rubble and Wild and a Yarn Ball!" "Resgate da Turma Felina e da Patrulha Canina: Rubble e Wild e a Bola de Lã" "Não disponível" | Charles E. Bastien | Jeffrey Duteil                   | 16 de abril de 2022 8 de julho de 2022        | 825                |
| 207b     | 25b          | "Cat Pack/PAW Patrol Rescue: Skye and Rory Flip It" "Não disponível" "Não disponível"                                                                        | Charles E. Bastien | Michael Stokes                   | 23 de abril de 2022 15 de julho de 2022       | 825                |
| 207c     | 25c          | "Cat Pack/PAW Patrol Rescue: Marshall, Leo and a Ferris Wheel" "Não disponível" "Não disponível"                                                             | Charles E. Bastien | Jeffrey Duteil                   | 30 de abril de 2022 22 de julho de 2022       | 825                |
| 207d     | 25d          | "Cat Pack/PAW Patrol Rescue: Everest, Shade and the Mountain Goat" "Não disponível" "Não disponível"                                                         | Charles E. Bastien | Louise Moon                      | 6 de maio de 2022 29 de julho de 2022         | 825                |
| 208a     | 26a          | "Pups Stop a Big Leak" "Os Filhotes Param um Grande Vazamento" "Não disponível"                                                                              | Charles E. Bastien | Andrew Guerdat e Steven Sullivan | 7 de maio de 2022 21 de abril de 2023         | 826                |
| 208b     | 26b          | "Pups Save a Baby Anteater" "Os Filhotes Salvam Um Filhote De Tamanduá" "Não disponível"                                                                     | Charles E. Bastien | Robin J. Stein                   | 7 de maio de 2022 21 de abril de 2023         | 826                |
| 208c     | 26c          | "Pups Save a Hatch Day" "Os filhotes Salvam o Dia Da Eclosão" "Não disponível"                                                                               | Charles E. Bastien | Sean Jara                        | 7 de maio de 2022 21 de abril de 2023         | 826                |
| 208d     | 26d          | "Pups Save the Munchie Mobile" "Os filhotes Salvam o Munchie Mobile" "Não disponível"                                                                        | Charles E. Bastien | James Backshall                  | 7 de maio de 2022 21 de abril de 2023         | 826                |

### 9ª Temporada (2022–2023)
| Nº       | Nº           | Título | Diretor            | Escritor                         | Data da transmissão                            | Código de produção |
| Na série | Na temporada | Título | Diretor            | Escritor                         | Data da transmissão                            | Código de produção |
| -------- | ------------ | --- | ------------------ | -------------------------------- | ---------------------------------------------- | ------------------ |
| 209a     | 1a           | "Liberty Makes a New Friend" "Liberty Faz uma Nova Amizade" "Não disponível"                                         | Charles E. Bastien | Andrew Guerdat e Steven Sullivan | 25 de março de 2022 14 de maio de 2022         | 901                |
| 209b     | 1b           | "Pups Save the Pup Pup Boogie Contest" "Os Filhotes Salvam o Concurso do Boogie da Patinha" "Não disponível"         | Charles E. Bastien | Robin J. Stein                   | 25 de março de 2022 14 de maio de 2022         | 901                |
| 210      | 2            | "Pups Meet the Cat Pack" "Não disponível" "Não disponível"                                                           | Charles E. Bastien | Michael Stokes                   | 28 de maio de 2022 24 de junho de 2022         | 902                |
| 211a     | 3a           | "Cat Pack/PAW Patrol Rescue: Rocket Rescuers" "Não disponível" "Não disponível"                                      | Charles E. Bastien | Andrew Guerdat e Steven Sullivan | 11 de junho de 2022 24 de junho de 2022        | 903                |
| 211b     | 3b           | "Cat Pack/PAW Patrol Rescue: The Golden Lion Mask" "Não disponível" "Não disponível"                                 | Charles E. Bastien | Louise Moon                      | 11 de junho de 2022 24 de junho de 2022        | 903                |
| 212a     | 4a           | "Cat Pack/PAW Patrol Rescue: The Cat That Roared" "Não disponível" "Não disponível"                                  | Charles E. Bastien | Michael Stokes                   | 25 de junho de 2022 24 de junho de 2022        | 904                |
| 212b     | 4b           | "Cat Pack/PAW Patrol Rescue: Saving the Safe" "Não disponível" "Não disponível"                                      | Charles E. Bastien | Michael Stokes                   | 25 de junho de 2022 24 de junho de 2022        | 904                |
| 213a     | 5a           | "Pups Save a Humdinger Doll" "Os Filhotes Salvam o Boneco Humdinger" "Não disponível"                                | Charles E. Bastien | Sean Jara                        | 9 de julho de 2022 23 de setembro de 2022      | 905                |
| 213b     | 5b           | "Pups Save a Sand Sculpture Contest" "Os Filhotes Salvam a Competição de Escultura de Areia" "Não disponível"        | Charles E. Bastien | Allen Markuze                    | 9 de julho de 2022 23 de setembro de 2022      | 905                |
| 214      | 6            | "Big Truck Pups: Pups Stop a Flood" "Não disponível" "Não disponível"                                                | Charles E. Bastien | Andrew Guerdat e Steven Sullivan | 23 de julho de 2022 9 de setembro de 2022      | 906                |
| 215a     | 7a           | "Pups Save the Tooth Fairy" "Os Filhotes Salvam o Fada do Dente" "Não disponível"                                    | Charles E. Bastien | Sean Jara                        | 6 de agosto de 2022 4 de novembro de 2022      | 907                |
| 215b     | 7b           | "Pups Solve the Mystery of the Missing Art" "Os Filhotes Desvendam o Mistério da Arte Desaparecida" "Não disponível" | Charles E. Bastien | Jeffrey Duteil                   | 6 de agosto de 2022 4 de novembro de 2022      | 907                |
| 216a     | 8a           | "Pups Save the Hatchlings" "Os Filhotes Salvam o Pintinho" "Não disponível"                                          | Charles E. Bastien | Robin J. Stein                   | 13 de agosto de 2022 7 de abril de 2023        | 908                |
| 216b     | 8b           | "Pups Save a Wrongway Farmhand" "Os Filhotes Salvam o Fazendeiro Perdido" "Não disponível"                           | Charles E. Bastien | Andrew Guerdat e Steven Sullivan | 13 de agosto de 2022 7 de abril de 2023        | 908                |
| 217      | 9            | "Big Truck Pups: Pups Save the Bridge" "Não disponível" "Não disponível"                                             | Charles E. Bastien | Sean Jara                        | 20 de agosto de 2022 21 de novembro de 2022    | 909                |
| 218a     | 10a          | "Big Truck Pups: Pups Save a Sliding Chalet" "Não disponível" "Não disponível"                                       | Charles E. Bastien | Clark Stubbs                     | 27 de agosto de 2022 28 de outubro de 2022     | 910                |
| 218b     | 10b          | "Big Truck Pups: Pups Save a Really Big Dish" "Não disponível" "Não disponível"                                      | Charles E. Bastien | Al Schwartz                      | 27 de agosto de 2022 28 de outubro de 2022     | 910                |
| 219a     | 11a          | "Big Truck Pups: Pups Save the Swiped Speakers" "Não disponível" "Não disponível"                                    | Charles E. Bastien | Jeffrey Duteil                   | 3 de setembro de 2022 7 de outubro de 2022     | 911                |
| 219b     | 11b          | "Big Truck Pups: Pups Save the Big Big Pipes" "Não disponível" "Não disponível"                                      | Charles E. Bastien | Louise Moon                      | 3 de setembro de 2022 7 de outubro de 2022     | 911                |
| 220a     | 12a          | "Pups Stop the Return of Humsquatch" "Os Filhotes Evitam o Retorno do Pé Grande" "Não disponível"                    | Charles E. Bastien | Clark Stubbs                     | 10 de setembro de 2022 21 de outubro de 2022   | 912                |
| 220b     | 12b          | "Pups Save a Lonely Ghost" "Os Filhotes Salvam o Fantasma Solitário" "Não disponível"                                | Charles E. Bastien | Michael Stokes                   | 10 de setembro de 2022 21 de outubro de 2022   | 912                |
| 221a     | 13a          | "Mighty Pups, Super Paws: Pups Stop a Mighty Eel" "Não disponível" "Não disponível"                                  | Charles E. Bastien | Michael Stokes                   | 17 de setembro de 2022 26 de dezembro de 2022  | 913                |
| 221b     | 13b          | "Mission PAW: Pups Save a Floating Royal Carriage" "Não disponível" "Não disponível"                                 | Charles E. Bastien | Robin J. Stein                   | 17 de setembro de 2022 27 de dezembro de 2022  | 913                |
| 222      | 14           | "Aqua Pups: Pups Save a Floating Castle" "Os Filhotes Aquáticos Salvam o Castelo Flutuante" "Não disponível"         | Charles E. Bastien | Andrew Guerdat e Steven Sullivan | 12 de novembro de 2022 6 de janeiro de 2023    | 914                |
| 223a     | 15a          | "Dino Rescue: Pups Save a T-Rex Tyke" "Os Filhotes Salvam o Jovem T-Rex" "Não disponível"                            | Charles E. Bastien | Al Schwartz                      | 26 de novembro de 2022 28 de dezembro de 2022  | 915                |
| 223b     | 15b          | "Pups Save a Playful Elephant Calf" "Os Filhotes Salvam o Bebê Elefante Brincalhão" "Não disponível"                 | Charles E. Bastien | Michael Stokes                   | 26 de novembro de 2022 29 de dezembro de 2022  | 915                |
| 224      | 16           | "All Paws on Deck" "Não disponível" "Não disponível"                                                                 | Charles E. Bastien | Louise Moon                      | 10 de dezembro de 2022 24 de abril de 2023     | 916                |
| 225a     | 17a          | "Pups Save Katie and Some Kitties" "Os Filhotes Salvam a Katie e os Gatinhos" "Não disponível"                       | Charles E. Bastien | Andrew Guerdat e Steven Sullivan | 24 de dezembro de 2022 17 de fevereiro de 2023 | 917                |
| 225b     | 17b          | "Pups Save a Helo Humdinger" "Os Filhotes Salvam o Prefeito Humdinger" "Não disponível"                              | Charles E. Bastien | Michael Stokes                   | 24 de dezembro de 2022 17 de fevereiro de 2023 | 917                |
| 226      | 18           | "Aqua Pups: Pups Save a Mer-race" "Corrida Submarina" "Não disponível"                                               | Charles E. Bastien | Sean Jara                        | 25 de dezembro de 2022 20 de janeiro de 2023   | 918                |
| 227a     | 19a          | "Aqua Pups: Pups Save a Merdinger" "Os Filhotes Salvam o Prefeito Debaixo d'Água" "Não disponível"                   | Charles E. Bastien | Jeffrey Duteil                   | 13 de janeiro de 2023 21 de janeiro de 2023    | 919                |
| 227b     | 19b          | "Aqua Pups: Pups Save the Whale Patroller" "Os Filhotes Salvam o Patrulheiro Marinho" "Não disponível"               | Charles E. Bastien | Robin J. Stein                   | 13 de janeiro de 2023 21 de janeiro de 2023    | 919                |
| 228a     | 20a          | "Aqua Pups: Pups Save the Reef" "Os Filhotes Salvam o Recife" "Não disponível"                                       | Charles E. Bastien | Clark Stubbs                     | 23 de janeiro de 2023 4 de fevereiro de 2023   | 920                |
| 228b     | 20b          | "Aqua Pups: Pups Stop a Giant Squid" "Os Filhotes Enfrentam uma Lula Gigante" "Não disponível"                       | Charles E. Bastien | Michael Stokes                   | 23 de janeiro de 2023 4 de fevereiro de 2023   | 920                |
| 229a     | 21a          | "Pups Save a Flamingo Dancer" "Os Filhotes Salvam um Flamingo Dançarino" "Não disponível"                            | Charles E. Bastien | Louise Moon                      | 18 de fevereiro de 2023 14 de abril de 2023    | 921                |
| 229b     | 21b          | "Pups Save a Mayor and Her Mini" "Os Filhotes Salvam a Prefeita e a Miniprefeita" "Não disponível"                   | Charles E. Bastien | Andrew Guerdat e Steven Sullivan | 18 de fevereiro de 2023 14 de abril de 2023    | 921                |
| 230a     | 22a          | "Pups Save a Trophy" "Os Filhotes Salvam um Troféu" "Não disponível"                                                 | Charles E. Bastien | Al Schwartz                      | 3 de fevereiro de 2023 4 de março de 2023      | 922                |
| 230b     | 22b          | "Pups Save the Wind Trekkers" "Os Filhotes Salvam as Mochileiras do Vento" "Não disponível"                          | Charles E. Bastien | Michael Stokes                   | 3 de fevereiro de 2023 4 de março de 2023      | 922                |
| 231a     | 23a          | "Pups Save Alex's Feathery Friends" "Os Filhotes Salvam os Amigos de Penas do Alex" "Não disponível"                 | Charles E. Bastien | Clark Stubbs                     | 10 de fevereiro de 2023 18 de março de 2023    | 923                |
| 231b     | 23b          | "Pups Save a Puffy Mayor" "Os Filhotes Salvam um Prefeito Inflado" "Não disponível"                                  | Charles E. Bastien | Sean Jara                        | 10 de fevereiro de 2023 18 de março de 2023    | 923                |
| 232a     | 24a          | "Pups Save a Jukebox" "Os Filhotes Salvam uma Jukebox" "Não disponível"                                              | Charles E. Bastien | Louise Moon                      | 24 de fevereiro de 2023 8 de abril de 2023     | 924                |
| 232b     | 24b          | "Pups Save a Mayor on a Wire" "Os Filhotes Salvam uma Prefeita em Perigo" "Não disponível"                           | Charles E. Bastien | Robin J. Stein                   | 24 de fevereiro de 2023 8 de abril de 2023     | 924                |
| 233a     | 25a          | "Pups Save the Baby Space Rocks" "Os Filhotes Salvam as Pedrinhas Espaciais" "Não disponível"                        | Charles E. Bastien | Phillip Bastien                  | 6 de março de 2023 15 de abril de 2023         | 925                |
| 233b     | 25b          | "Pups Save the Eddies and Emmys" "Os Filhotes Salvam Eddies e Emmys" "Não disponível"                                | Charles E. Bastien | Jeffrey Duteil                   | 6 de março de 2023 15 de abril de 2023         | 925                |
| 234a     | 26a          | "Charger Visits the Pups" "Charger Visita os Filhotes" "Não disponível"                                              | Charles E. Bastien | Michael Stokes                   | 22 de abril de 2023 31 de julho de 2023        | 926                |
| 234b     | 26b          | "Pups Save a Shiny Ride" "Os Filhotes Salvam um Carro Lustroso" "Não disponível"                                     | Charles E. Bastien | Nabeel Arshad                    | 22 de abril de 2023 31 de julho de 2023        | 926                |

### 10ª Temporada (2023–2024)
| Nº       | Nº           | Título | Diretor            | Escritor                         | Data da transmissão                           | Código de produção |
| Na série | Na temporada | Título | Diretor            | Escritor                         | Data da transmissão                           | Código de produção |
| -------- | ------------ | --- | ------------------ | -------------------------------- | --------------------------------------------- | ------------------ |
| 235a     | 1a           | "Pups Save the Wacky Water Skiers" "Os Filhotes Salvam Esquiadores Malucos" "Os Caes salvam os esquiadores aquáticos malucos" | Charles E. Bastien | Al Schwartz                      | 27 de maio de 2023 10 de julho de 2023        | 1001               |
| 235b     | 1b           | "Pups Save the Mayor's Assistant" "Os Filhotes Salvam o Assistente do Prefeito" "Não disponível"                              | Charles E. Bastien | Clark Stubbs                     | 27 de maio de 2023 10 de julho de 2023        | 1001               |
| 236a     | 2a           | "Pups Save a High-flying Hen" "Os Filhotes Salvam uma Galinha Voadora" "Não disponível"                                       | Charles E. Bastien | Robin J. Stein                   | 10 de junho de 2023 24 de julho de 2023       | 1002               |
| 236b     | 2b           | "Pups Save a Sloth" "Os Filhotes Salvam uma Preguiça" "Não disponível"                                                        | Charles E. Bastien | Louise Moon                      | 10 de junho de 2023 24 de julho de 2023       | 1002               |
| 237      | 3            | "Jungle Pups: Pups Find a Hidden Jungle" "Não disponível" "Não disponível"                                                    | Charles E. Bastien | Andrew Guerdat e Steven Sullivan | 24 de junho de 2023 8 de janeiro de 2024      | 1003               |
| 238a     | 4a           | "Pups Save a Windswept Polar Bear Cub" "Os Filhotes Salvam um Filhote de Urso Polar" "Não disponível"                         | Charles E. Bastien | Michael Stokes                   | 8 de julho de 2023 15 de janeiro de 2024      | 1004               |
| 238b     | 4b           | "Pups Save a Drive-in" "Os Filhotes Salvam um Cinema" "Não disponível"                                                        | Charles E. Bastien | Sean Jara                        | 8 de julho de 2023 16 de janeiro de 2024      | 1004               |
| 239a     | 5a           | "Pups Save Their Digi Tal Friends" "Os Filhotes Salvam os Amigos Digi e Tal" "Não disponível"                                 | Charles E. Bastien | Andrew Guerdat e Steven Sullivan | 17 de julho de 2023 22 de julho de 2023       | 1005               |
| 239b     | 5b           | "Pups Save the Rainbow" "Os Filhotes Salvam o Arco-íris" "Não disponível"                                                     | Charles E. Bastien | Jeffrey Duteil                   | 17 de julho de 2023 22 de julho de 2023       | 1005               |
| 240      | 6            | "Jungle Pups: Pups Save the Big, Big Animals" "Não disponível" "Não disponível"                                               | Charles E. Bastien | Louise Moon                      | 5 de agosto de 2023 9 de janeiro de 2024      | 1006               |
| 241a     | 7a           | "Jungle Pups: Pups Save the Meerkat Pirates" "Não disponível" "Não disponível"                                                | Charles E. Bastien | Clark Stubbs                     | 12 de agosto de 2023 10 de janeiro de 2024    | 1007               |
| 241b     | 7b           | "Jungle Pups: Pups Save a Hum-hippo" "Não disponível" "Não disponível"                                                        | Charles E. Bastien | Robin J. Stein                   | 12 de agosto de 2023 10 de janeiro de 2024    | 1007               |
| 242a     | 8a           | "Jungle Pups: Pups Save a Golden Sweetie" "Não disponível" "Não disponível"                                                   | Charles E. Bastien | Louise Moon                      | 19 de agosto de 2023 11 de janeiro de 2024    | 1008               |
| 242b     | 8b           | "Jungle Pups: Pups Save the Giant Ants" "Não disponível" "Não disponível"                                                     | Charles E. Bastien | Sean Jara                        | 19 de agosto de 2023 11 de janeiro de 2024    | 1008               |
| 243a     | 9a           | "Pups Stop a Gold Finding Machine" "Não disponível" "Não disponível"                                                          | Charles E. Bastien | Michael Stokes                   | 26 de agosto de 2023 31 de outubro de 2023    | 1009               |
| 243b     | 9b           | "Pups Help Mayor Humdinger Out of a Jam" "Não disponível" "Não disponível"                                                    | Charles E. Bastien | Al Schwartz                      | 26 de agosto de 2023 1 de novembro de 2023    | 1009               |
| 244a     | 10a          | "Liberty's Mountain Rescue" "Não disponível" "Não disponível"                                                                 | Charles E. Bastien | Scott Gray                       | 2 de setembro de 2023 2 de novembro de 2023   | 1010               |
| 244b     | 10b          | "Pups Save a Flying Farmer Yumi" "Não disponível" "Não disponível"                                                            | Charles E. Bastien | David Rosenberg                  | 2 de setembro de 2023 2 de novembro de 2023   | 1010               |
| 245a     | 11a          | "Pups Stop the Falling Space Junk" "Não disponível" "Não disponível"                                                          | Charles E. Bastien | Andrew Guerdat e Steven Sullivan | 9 de setembro de 2023 8 de novembro de 2023   | 1011               |
| 245b     | 11b          | "Pups Stop the Giant Cuckoo" "Não disponível" "Não disponível"                                                                | Charles E. Bastien | Jeffrey Duteil                   | 9 de setembro de 2023 9 de novembro de 2023   | 1011               |
| 246a     | 12a          | "Pups Save a Hum-ñata" "Não disponível" "Não disponível"                                                                      | Charles E. Bastien | Robin J. Stein                   | 28 de outubro de 2023 15 de novembro de 2023  | 1012               |
| 246b     | 12b          | "Pups Stop the Foggy Skies" "Não disponível" "Não disponível"                                                                 | Charles E. Bastien | Mark Purdy                       | 28 de outubro de 2023 16 de novembro de 2023  | 1012               |
| 247      | 13           | "Mighty Pups vs. the Mayor of the Universe" "Não disponível" "Não disponível"                                                 | Charles E. Bastien | Sean Jara                        | 30 de outubro de 2023 11 de novembro de 2023  | 1013               |
| 248a     | 14a          | "Charger's Christmas Adventure" "Não disponível" "Não disponível"                                                             | Charles E. Bastien | Michael Stokes                   | 25 de novembro de 2023 27 de novembro de 2023 | 1014               |
| 248b     | 14b          | "Pups Save Great Uncle Smiley's Cup" "Não disponível" "Não disponível"                                                        | Charles E. Bastien | Andrew Guerdat e Steven Sullivan | 25 de novembro de 2023 28 de novembro de 2023 | 1014               |
| 249a     | 15a          | "Pups Save a Baby Caribou" "Não disponível" "Não disponível"                                                                  | Charles E. Bastien | Amir Agoora                      | 9 de dezembro de 2023 17 de janeiro de 2024   | 1015               |
| 249b     | 15b          | "Pups Save Luke and His Luke-alike" "Não disponível" "Não disponível"                                                         | Charles E. Bastien | Louise Moon                      | 9 de dezembro de 2023 18 de janeiro de 2024   | 1015               |
| 250a     | 16a          | "Mighty Pups vs. the Big Chill" "Não disponível" "Não disponível"                                                             | Charles E. Bastien | Robin J. Stein                   | 6 de novembro de 2023 23 de dezembro de 2023  | 1016               |
| 250b     | 16b          | "Mighty Pups vs. the Mighty Cheetah" "Não disponível" "Não disponível"                                                        | Charles E. Bastien | Mario López-Cordero              | 7 de novembro de 2023 23 de dezembro de 2023  | 1016               |
| 251a     | 17a          | "Mighty Pups Stop the Mighty Queen" "Não disponível" "Não disponível"                                                         | Charles E. Bastien | Miden Wood                       | 13 de novembro de 2023                        | 1017               |
| 251b     | 17b          | "Mighty Pups Stop the Hiccups" "Não disponível" "Não disponível"                                                              | Charles E. Bastien | Morgan von Ancken                | 14 de novembro de 2023                        | 1017               |
| 252a     | 18a          | "Pups Save a Disappearing Flounder" "Não disponível" "Não disponível"                                                         | ASA                | ASA                              | ASA                                           | 1018               |
| 252b     | 18b          | "Pups Save Opposite Day" "Não disponível" "Não disponível"                                                                    | ASA                | ASA                              | ASA                                           | 1018               |
| 253a     | 19a          | "Pups Save the Elephant Spa" "Não disponível" "Não disponível"                                                                | ASA                | ASA                              | ASA                                           | 1019               |
| 253b     | 19b          | "Pups Save an Underwater Otis" "Não disponível" "Não disponível"                                                              | ASA                | ASA                              | ASA                                           | 1019               |
| 254a     | 20a          | "Pups vs. the Hum-flectors" "Não disponível" "Não disponível"                                                                 | ASA                | ASA                              | ASA                                           | 1020               |
| 254b     | 20b          | "Pups Save a Capybara" "Não disponível" "Não disponível"                                                                      | ASA                | ASA                              | ASA                                           | 1020               |
| 255a     | 21a          | "Pups and Cats Save Humcatdingerman" "Não disponível" "Não disponível"                                                        | ASA                | ASA                              | ASA                                           | 1021               |
| 255b     | 21b          | "Pups Save a Turbot Tournament" "Não disponível" "Não disponível"                                                             | ASA                | ASA                              | ASA                                           | 1021               |
| 256a     | 22a          | "Pups Save a Talkative Mini Patrol" "Não disponível" "Não disponível"                                                         | ASA                | ASA                              | ASA                                           | 1022               |
| 256b     | 22b          | "Pups Save the History of Adventure Bay" "Não disponível" "Não disponível"                                                    | ASA                | ASA                              | ASA                                           | 1022               |
| 257      | 23           | "Rescue Wheels: Pups Save Adventure Bay" "Não disponível" "Não disponível"                                                    | ASA                | ASA                              | ASA                                           | 1023               |
| 258a     | 24a          | "Pups Save a Runaway Robot Chicken Purse" "Não disponível" "Não disponível"                                                   | ASA                | ASA                              | ASA                                           | 1024               |
| 258b     | 24b          | "Pups Save the Buggy Trekkers" "Não disponível" "Não disponível"                                                              | ASA                | ASA                              | ASA                                           | 1024               |
| 259a     | 25a          | "Pups Take in a Runaway Kitty" "Não disponível" "Não disponível"                                                              | ASA                | ASA                              | ASA                                           | 1025               |
| 259b     | 25b          | "Pups Save the Cheese Goat" "Não disponível" "Não disponível"                                                                 | ASA                | ASA                              | ASA                                           | 1025               |
| 260      | 26           | "Rescue Wheels: Pups vs. the Monster Mayor" "Não disponível" "Não disponível"                                                 | ASA                | ASA                              | ASA                                           | 1026               |

### Episódios Especiais
| Título                                                            | Diretor            | Escritor                         | Data da transmissão                          |
| ----------------------------------------------------------------- | ------------------ | -------------------------------- | -------------------------------------------- |
| "Mighty Pups" "Super Filhotes" "Não disponível"                   | Charles E. Bastien | Andrew Guerdat e Steven Sullivan | 6 de outubro de 2018 12 de novembro de 2018  |
| "Ready Race Rescue" "Filhotes a Toda Velocidade" "Não disponível" | Charles E. Bastien | Andrew Guerdat e Steven Sullivan | 5 de agosto de 2019 11 de novembro de 2019   |
| "Jet to the Rescue" "Jatos ao Resgate" "Não disponível"           | Charles E. Bastien | Louise Moon                      | 8 de setembro de 2020 25 de setembro de 2020 |

### Filme
| Título                                                                        | Diretor     | Escritor                                | Data de lançamento   |
| ----------------------------------------------------------------------------- | ----------- | --------------------------------------- | -------------------- |
| "PAW Patrol: The Movie" "Patrulha Canina - O Filme" "Patrulha Pata - O Filme" | Cal Brunker | Bob Barlen, Cal Brunker e Billy Frolick | 20 de agosto de 2021 |

paw patrol the mighty movie - released on 29/09/2023.